# 瀬戸内海

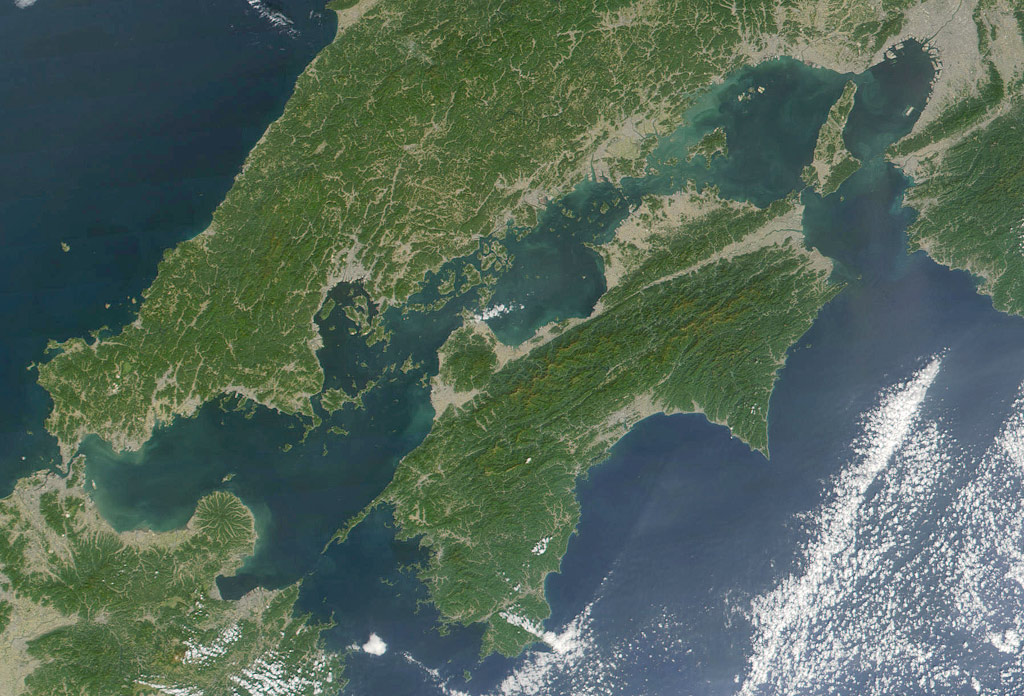
瀬戸内海 写真上は北東方向。左下に見える九州、中央に見える四国（島）、左中央から右上に見える本州に囲まれている。

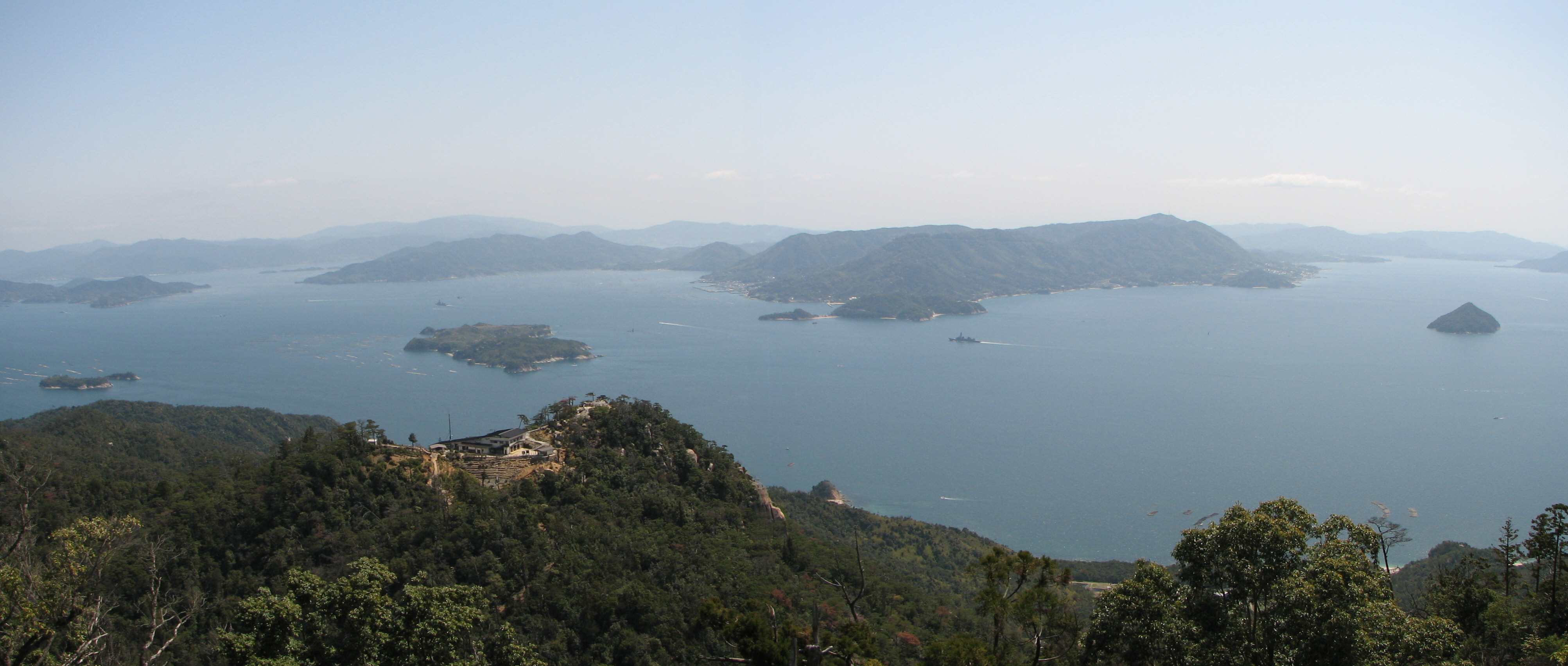
弥山（宮島）から望む広島湾。

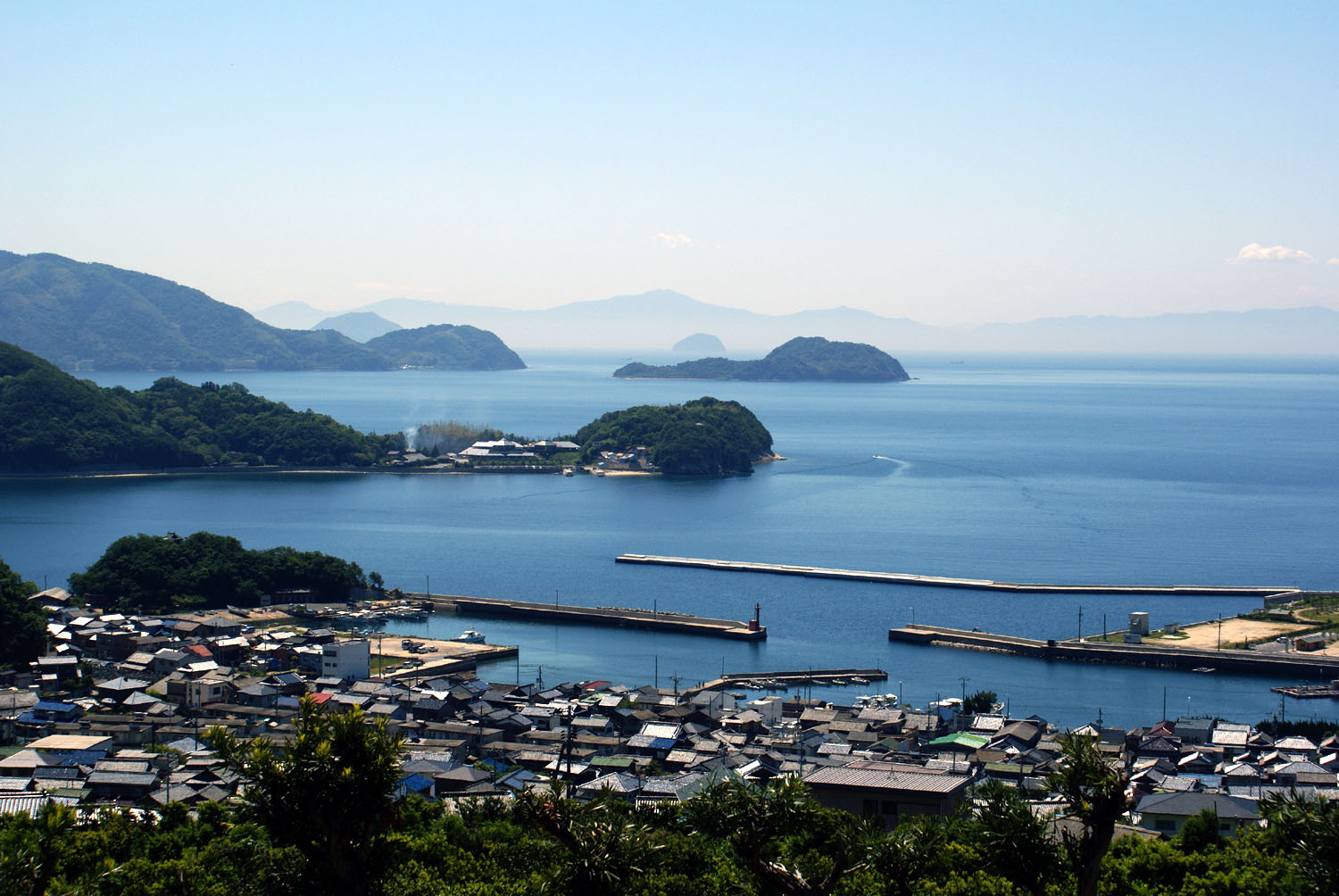
山口県周防大島町の多島美。

瀬戸内海（せとないかい）は、本州西部、四国、九州に囲まれた日本最大の内海で面積は2万3,203km2である。閉鎖性水域の一つである。

## 概要
700以上の島がある多島海であり、海岸線の総延長は約7,230kmに及び、山口県、広島県、岡山県、兵庫県、大阪府、和歌山県、徳島県、香川県、愛媛県、大分県、福岡県がそれぞれ海岸線を持つ。
沿岸地域を含めて瀬戸内（せとうち）とも呼ばれるが、それは瀬戸内海の名称源ではなく、瀬戸内海は「瀬戸の内海」の意である。
古来、畿内と九州を結ぶ西日本の主要航路として栄えた。周囲の気候は瀬戸内海式気候と呼ばれ、温暖で雨量が少ない。
東西に450km、南北に15-55 km、平均水深：約38m、最大水深：約105m（豊予海峡および鳴門海峡）。内海である瀬戸内海は複数の島嶼群を擁し、豊かな生態系を持つことで知られている。医師であり博物学者であったシーボルトを始めとして数多くの欧米人から高く評価された景勝地であり、現代では瀬戸内海国立公園に指定されている。
19世紀後半の1860年、日本では明治維新直後に瀬戸内海を訪れた、シルクロードの命名者でもあるドイツ人地理学者フェルディナンド・フォン・リヒトホーフェンは『支那旅行日記』で「これ以上のものは世界のどこにもないであろう」と世界中に紹介した。今もなお風光明媚な風景として絶賛される地域である。

## 海域

### 区分
瀬戸内海は複数の海域で構成されている。
『領海及び接続水域に関する法律』では東側から順に次に掲げる10区分された海域で構成されている。
1. 紀伊水道
2. 大阪湾
3. 播磨灘
4. 備讃瀬戸
5. 備後灘
6. 燧灘
7. 安芸灘
8. 広島湾
9. 伊予灘
10. 周防灘

『瀬戸内海環境保全特別措置法』では前記10区分に次に示す海域を加えた計12区分で構成される。
1. 豊後水道北部
2. 響灘

上記の12区分された個々の海域の境界は「瀬戸内海環境保全臨時措置法第13条第1項の埋立についての規定の運用に関する基本方針について」（昭和49年6月18日環水規127号環境事務次官通達）に示されている。

### IHOが定める範囲
国際水路機関（IHO）が1953年に発行した『大洋と海の境界』において、瀬戸内海は英語版で「Seto Naikai or Inland Sea」、仏語版で「Mer Intérieure：Seto Naikai」と表記され、その範囲は次のように定義されている。
- 西端 - 下関海峡において、名護屋岬[注釈 2]から馬島と六連島を通り村崎ノ鼻に至る線。
- 東端 - 紀伊水道において、田倉崎と淡路島の生石鼻、同島の潮崎と大磯崎を結ぶ線。
- 南端 - 豊後水道において、佐田岬と関崎を結ぶ線（豊予海峡）。

### 法令が定める範囲

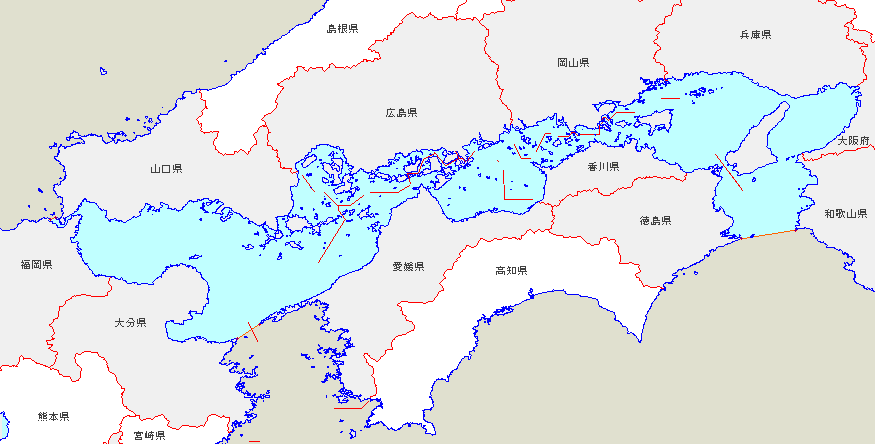
領海法による瀬戸内海の範囲

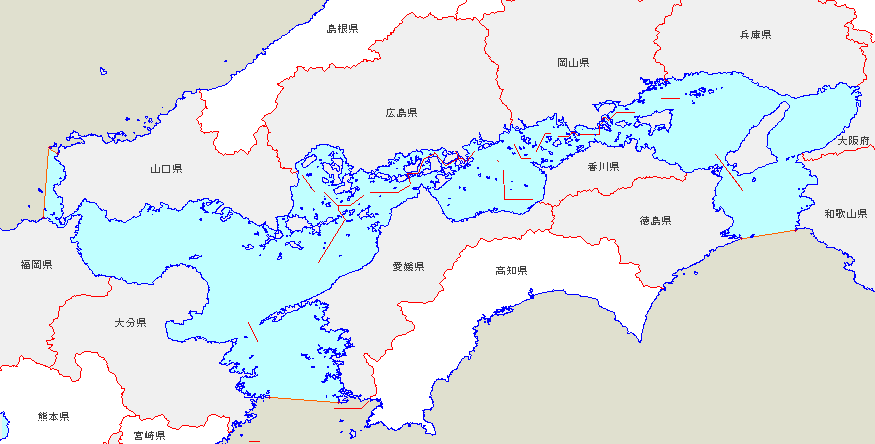
瀬戸内法と瀬戸内法施行令による瀬戸内海の範囲

瀬戸内海の海域は法令の目的ごとに扱い方が異なり複数の法令で範囲が定義されている。
以下の引用文は一部漢数字を算用数字に直すなどしている。
領海及び接続水域に関する法律施行令（領海法施行令）第1条
- 一 紀伊日ノ御埼灯台から蒲生田岬灯台まで引いた線
- 二 佐田岬灯台から関埼灯台まで引いた線
- 三 竹ノ子島台場鼻から若松洞海湾口防波堤灯台まで引いた線

※国際的にはこの範囲が瀬戸内海とみなされる。
※西端は関門海峡の西端である。関門海峡の全域と洞海湾は瀬戸内海に含まれる。
瀬戸内海環境保全特別措置法（瀬戸内法）第2条第1項
次に掲げる直線及び陸岸によつて囲まれた海面並びにこれに隣接する海面であつて政令で定めるものをいう。
- 一 和歌山県紀伊日ノ御埼灯台から徳島県伊島及び前島を経て蒲生田岬に至る直線
- 二 愛媛県佐田岬から大分県関埼灯台に至る直線
- 三 山口県火ノ山下灯台から福岡県門司崎灯台に至る直線

※「政令」とは次に挙げる「瀬戸内海環境保全特別措置法施行令」のこと。
※西端は関門海峡の最狭部（東端に近い）である。関門海峡の大部分と洞海湾は一～三の範囲に含まれない。
瀬戸内海環境保全特別措置法施行令 第1条
- 一 （略）愛媛県高茂埼から大分県鶴御埼に至る直線及び陸岸によつて囲まれた海面
- 二 （略）山口県特牛灯台から同県角島通瀬埼に至る直線、同埼から福岡県妙見埼灯台に至る直線及び陸岸によつて囲まれた海面

※瀬戸内法の一～三の範囲に追加される。
※豊後水道北部と関門海峡の外側のかなりの範囲が瀬戸内海に含まれる。
海上交通安全法施行令 第1条
紀伊日ノ御埼灯台から蒲生田岬灯台まで引いた線及び佐田岬灯台から関埼灯台まで引いた線
※西端は言及されていない。
漁業法施行令 第27条
- 一 和歌山県紀伊日ノ御埼灯台から徳島県伊島及び前島を経て蒲生田岬灯台に至る直線
- 二 愛媛県佐田岬灯台から大分県関埼灯台に至る直線
- 三 山口県火ノ山下潮流信号所から福岡県門司埼灯台に至る直線

※瀬戸内法の一～三とほとんど同じ。

## 生物相
天然記念物である節足動物のカブトガニ、小型鯨類のスナメリやハセイルカなどの海洋生物や、アユを含む400-500種類を超す魚類が生息している。天然記念物に指定されている種類も多く見られ、前述のカブトガニのほか広島県三原市有竜島はナメクジウオの生息地として、また、同県竹原市高崎町阿波島周辺は「スナメリクジラ回遊海面」として1930年に登録されている。また、陸生動物ではあるがニホンジカやニホンイノシシが瀬戸内海を泳いで縦横断する光景は古来より見られてきた。
- ナメクジウオは海砂の採取事業が盛んになった昭和30年代から大幅な減少を見せ、昭和60年頃には姿が確認されなかった。しかし、1990年代に再発見され、保護策の向上故か順調な自然回復が見られ始めている[9]。
- 阿波島はスナメリ自体よりも、スナメリを利用したスズキの伝統漁法が天然記念物の指定対象となっており、国内唯一の鯨類関連の指定例である[注釈 12]。なお、2015年の時点では、当漁法はスナメリの生息数減少故に廃止されている。スナメリは瀬戸内海全域にて大幅な減少が見られたが、近年には周防灘や伊予灘等で群れが確認されたり、大阪湾の関西国際空港周辺で個体数の増加が見られている[注釈 13]。また、岡山県の前島[11]、防予諸島[12]、下関市の三軒屋海岸[13]、北九州市の藍島[14]では、本種の保護やイルカウォッチングが施行されている。
- 鳥類では特にカンムリウミスズメが注目されており、長島をはじめ現在でも比較的広範囲にて確認できる。
- 豊富なアマモも本来の瀬戸内海の生態系の重要な一部であり、1960年代に20,000ヘクタールを超す群生域（藻場）が当海域に広く見られたが、1978年の時点では7,000ヘクタール程度に減少。環境汚染など様々な要因により、その後の顕著な増加は見られない[15]。近年、各地で藻場復元の動きがあるほか、芸予諸島には比較的良好な分布が残されている。
- 2015年1月には、新種であり固有種のカタツムリ「アキラマイマイ」が発見されている[16]。
- ヤシマイシン近似種[17]やセトウチイトカケ[18]など貴重な貝類も確認されており、特筆すべき事例として長島で発見されて新種として認定され、他に確認例も存在しないナガシマツボが存在する[19]。
- ホンヤドカリの仲間であるエタジマホンヤドカリも、広島湾の江田島で発見され新種として認定されている[20]。
- 防予諸島には、世界最大級のニホンアワサンゴの群生地が存在するとされている[21]。

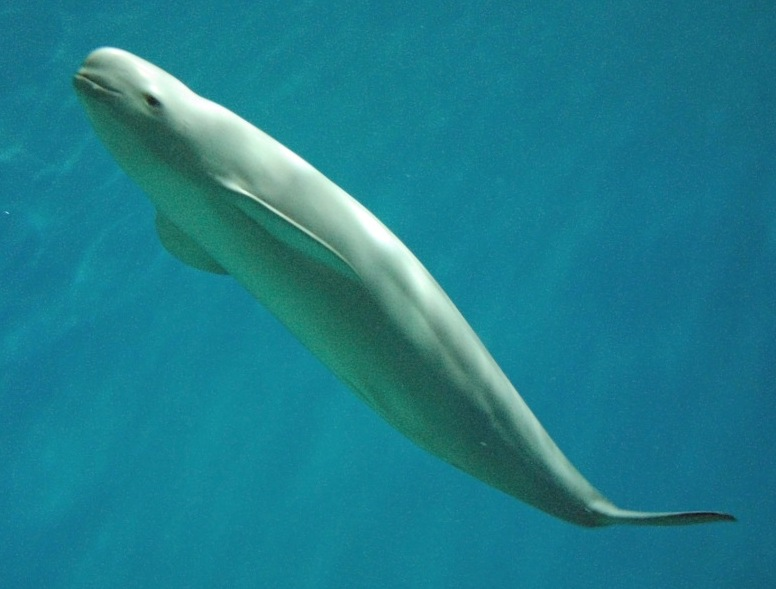
スナメリ
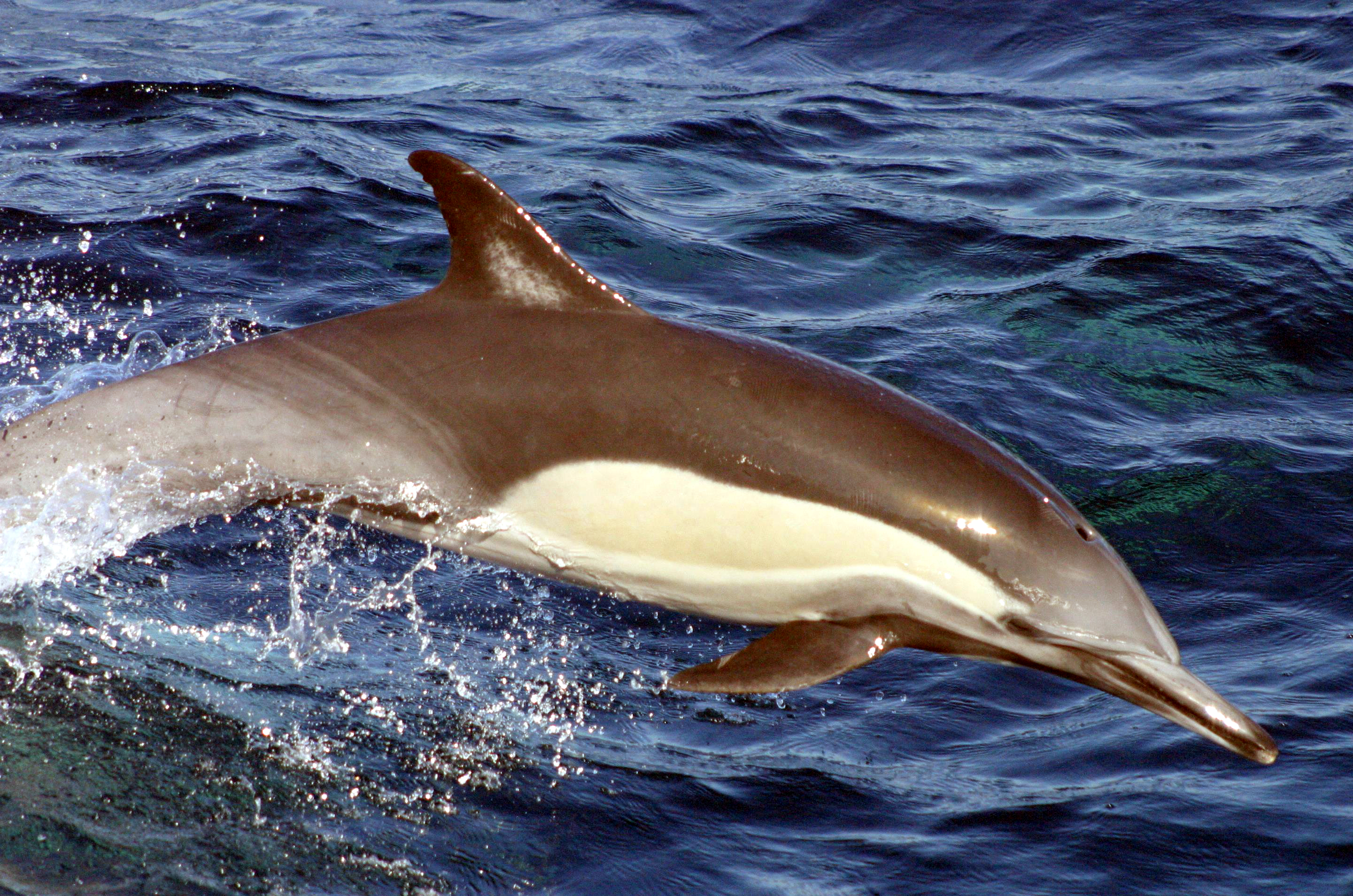
ハセイルカ
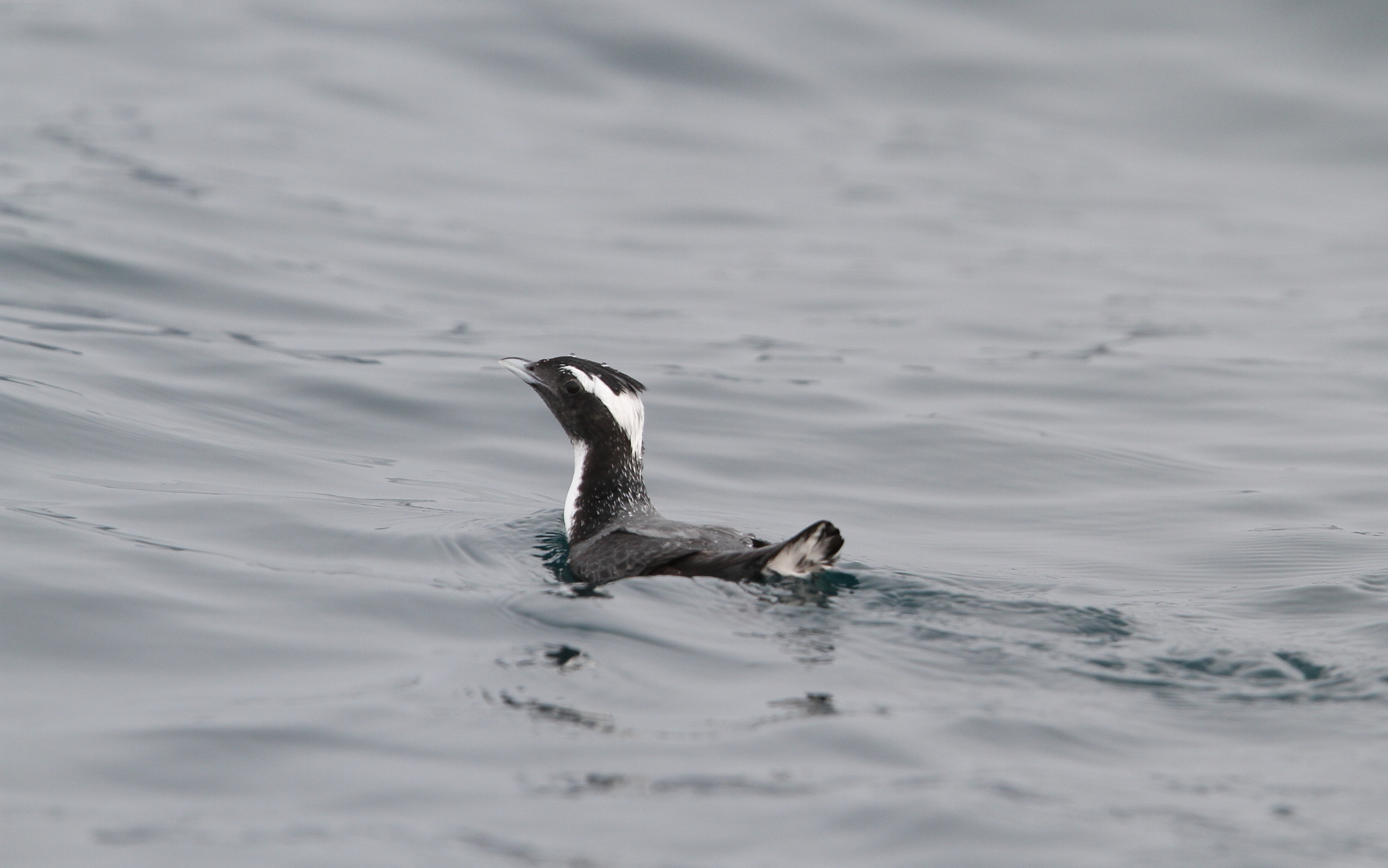
カンムリウミスズメ
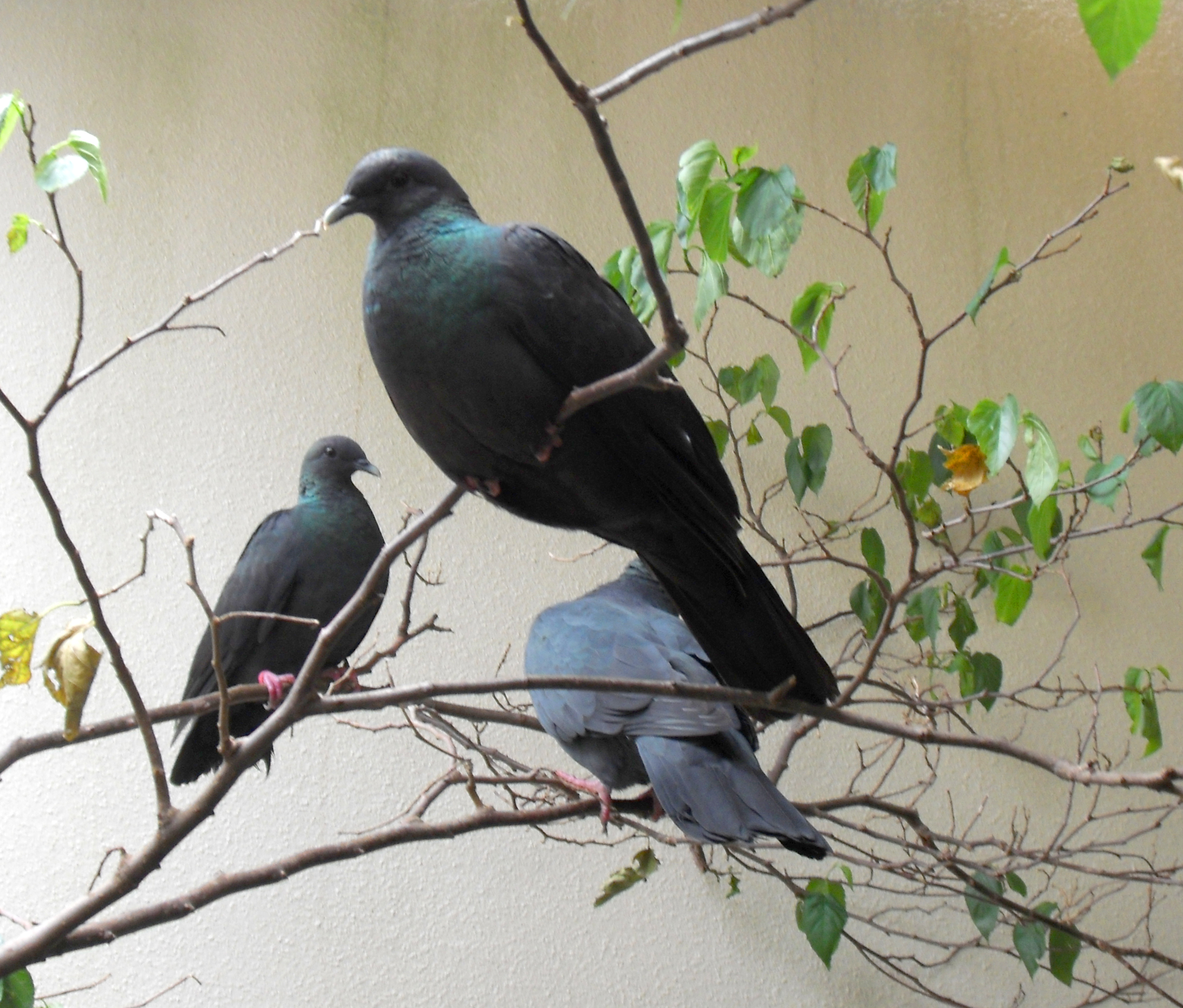
カラスバト
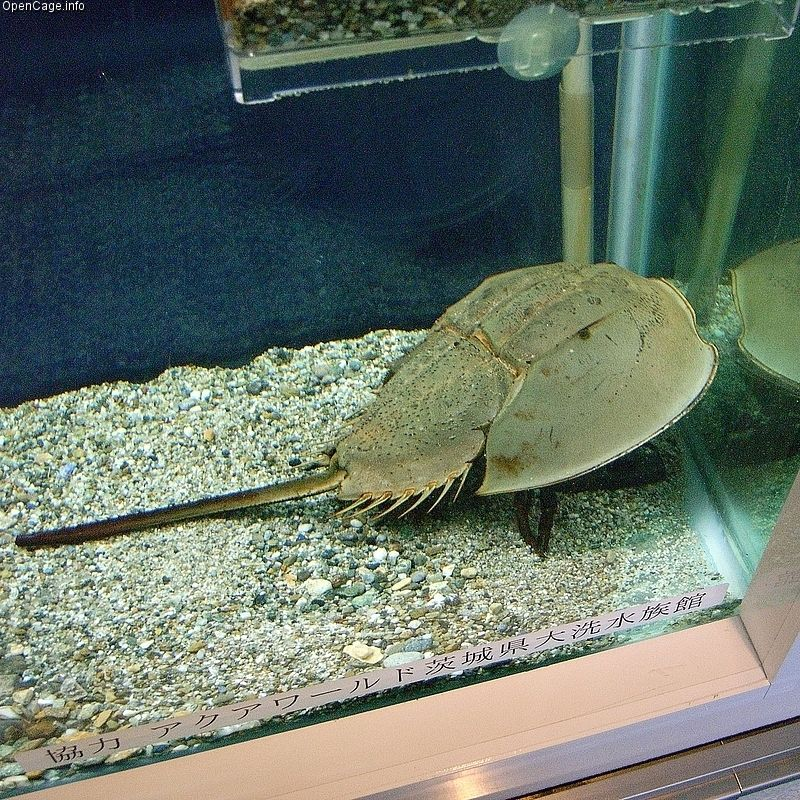
カブトガニ
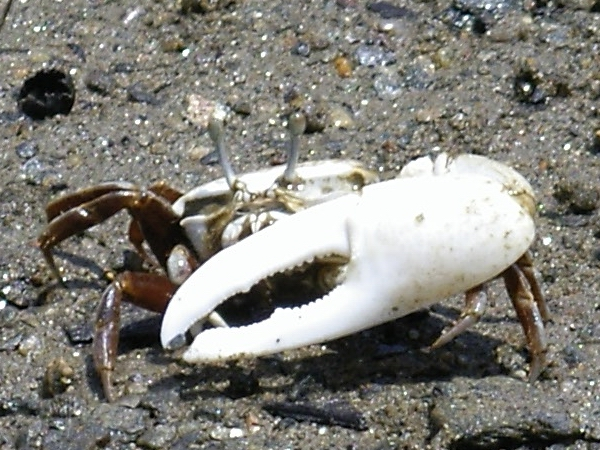
ハクセンシオマネキ
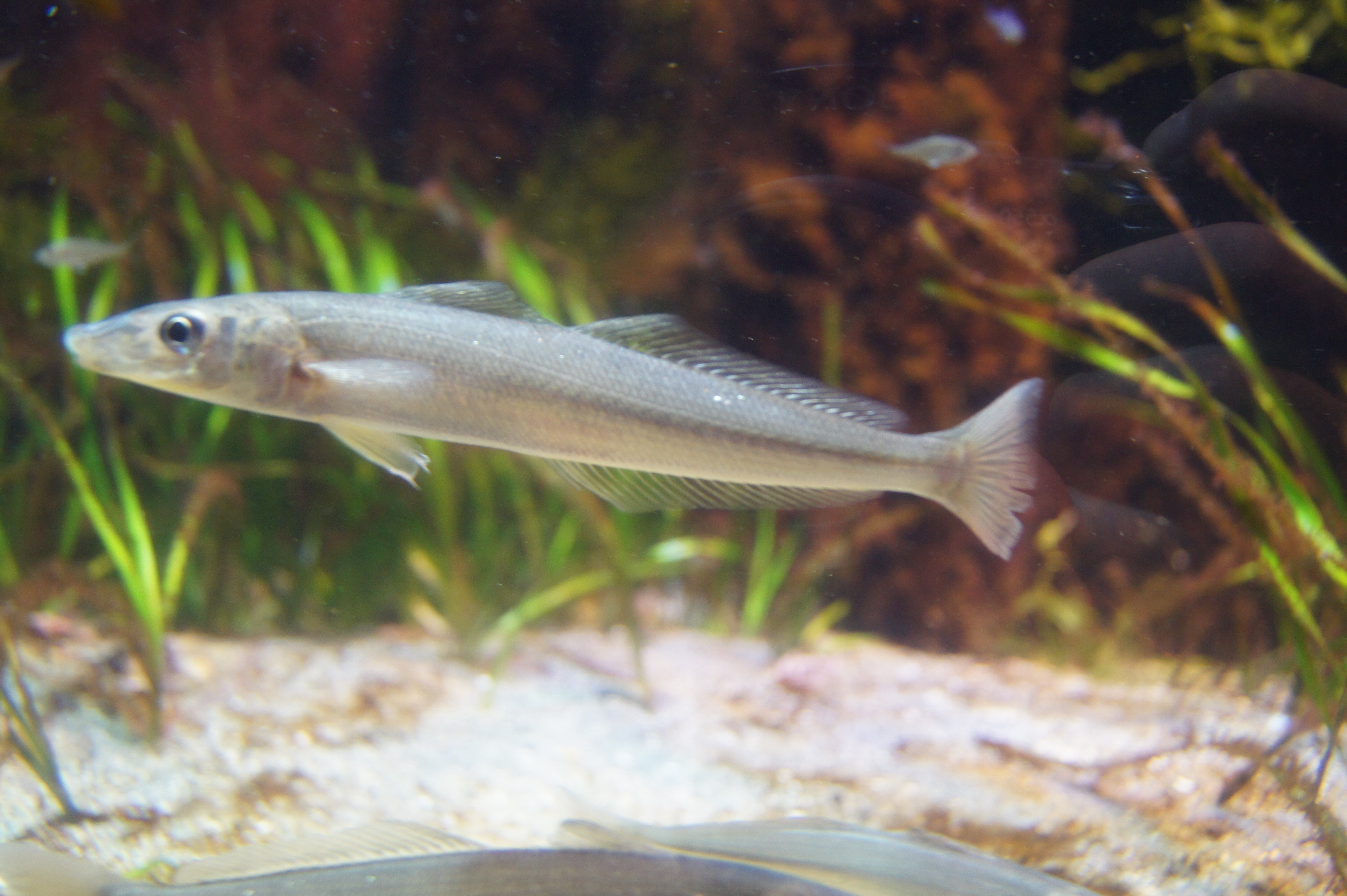
アオギス
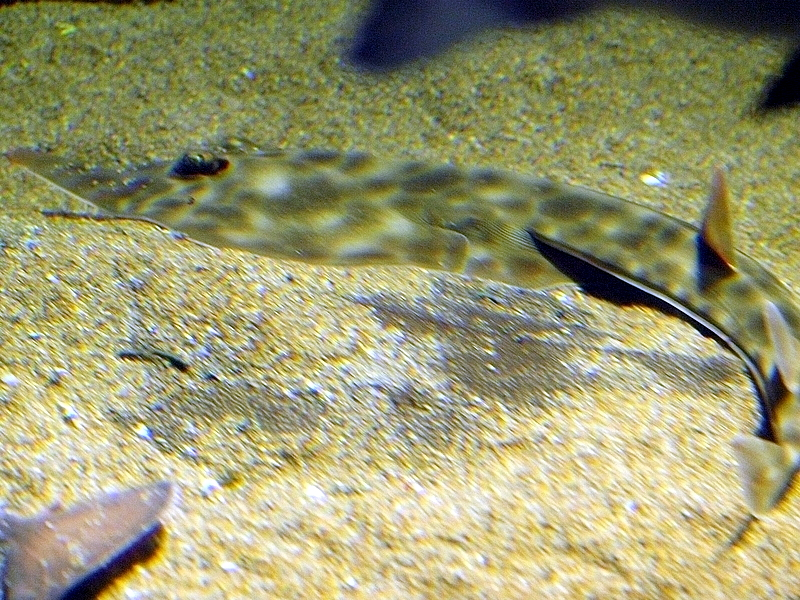
サカタザメ
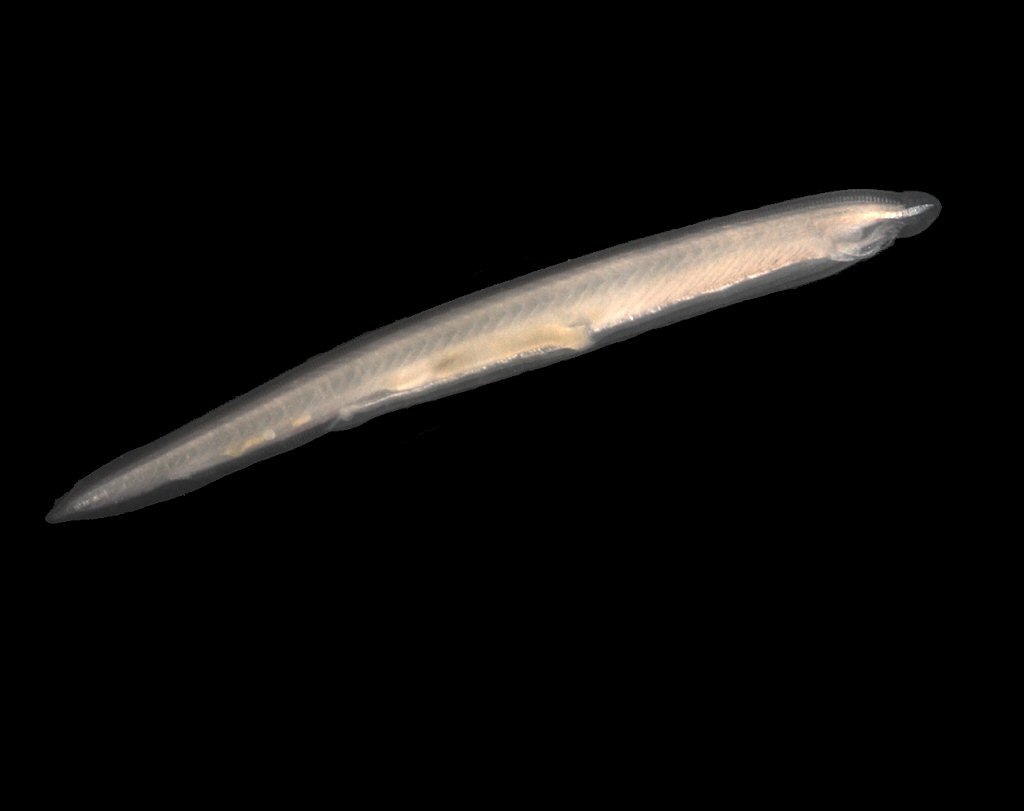
ニシナメクジウオ
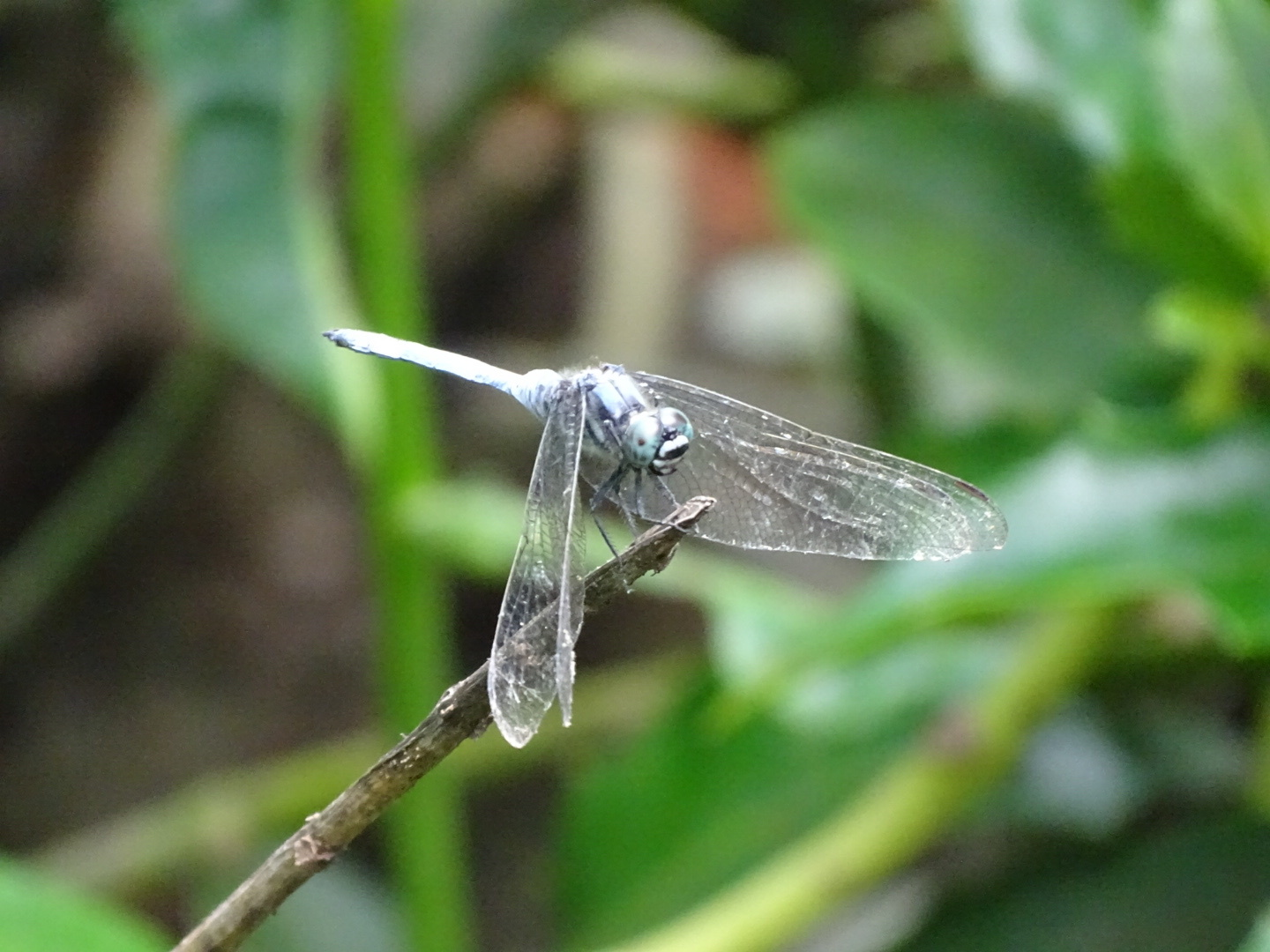
ミヤジマトンボ

### 大型生物
21世紀時点の状況からは想像しがたいが、かつては海獣、ウミガメ、サメなどの大型魚類が瀬戸内海にも豊富に生息しており、セミクジラやコククジラやナガスクジラ、ニホンアシカ、ニホンカワウソ、ウミガメ、ウバザメやジンベイザメ、ホホジロザメ、マンタ、マンボウ、クロマグロ、バショウカジキなどの大型魚類など、現在では絶滅危惧種や絶滅種となっている中・大型の生物も多く見られたとされる。捕鯨を含む狩猟と漁業による圧力や、高度経済成長期に急速に拡大した護岸を含む沿岸開発と環境破壊、海洋汚染などを経て、これらの動物は瀬戸内海からは江戸時代から昭和時代初期にかけて激減または地域個体群の絶滅を迎えた。
- 大型鯨類が過去に関門海峡や豊後水道なども含めて[25]瀬戸内海に普遍的に回遊していたことを示唆させる記録は多数存在し[注釈 18]、たとえばエンゲルベルト・ケンペルも三田尻付近で多数のクジラを見たと手記に残していたり[24][36]、周防灘や伊予灘[注釈 19]や別府湾[37]などはヒゲクジラ類にとって育児海域になっていたり、広島県三原市の二つの無人島からなる「鯨島」[注釈 20]はクジラの回遊によって名付けられたという説も存在する[24][36][38]。
  - 前述の絶滅危惧種[注釈 21]はほぼ消え去ったが、たとえば他種のクジラならば現在でも迷入することがあり[注釈 22]、ザトウクジラなど個体数の回復が見られる種類が将来的に瀬戸内海への出現が増加（回遊が復活）する可能性がある[25]。現在でも土佐湾にてホエールウォッチングの対象となっているカツオクジラも、芸予諸島[43][44]や宇和海[45]などに短期間定着した例がある。
  - 土佐湾や豊後水道で時折見られるハンドウイルカ、ミナミハンドウイルカ、オキゴンドウ等も稀に目撃されている[注釈 23]。源平合戦（治承・寿永の乱）の折、瀬戸内海を進むイルカの群れの進行方向を使って戦績の吉兆が占われたという逸話も残っており[35][47]、2020年頃からハンドウイルカまたはミナミハンドウイルカの群れが関門海峡の一帯に定着している[48]。
  - 1957年、明石海峡と播磨灘に夫婦のシャチが漁業との軋轢を考慮して駆除されるまで約2ヶ月間定着しており、雌が先に傷つけられた雄を庇う様な行動を見せたために雌の捕獲は中止されたともされている[49]。明治時代にも荘内半島で本種の可能性がある座礁記録が存在し、かつて瀬戸内海にもシャチが頻繁に進入していた可能性がある[49][38][50][51]。
- ニホンアシカは20世紀初頭まで鳴門海峡[52]や大阪湾[53]や福山市や邑久町[54]の沿岸や豊後水道[55]などを含む瀬戸内海の各地に見られ[27]、ニホンカワウソも1975年まで棲息が確認されていた[56]。
- ウミガメに関しては、鯨類と同様に豊後水道にはウミガメを供養する史跡や伝承が残されており[31]、アカウミガメやアオウミガメ[57]も激しく減少したが、現在も回遊は続いている。明石市の望海浜[58]などの産卵場が最も有名だが、戦前は瀬戸内海の各地にこのような産卵場が存在し、近年でも大阪府沿岸や淡路島などでも確認されている[59]。しかし、定期的な繁殖場として機能しているのは依然明石沿岸のみである。オサガメは2002年[注釈 24]や2003年に発見されている[61][62][63]。一方で、混獲もウミガメ類にとっての脅威の一つであり、豊後水道でも上記の種類やタイマイなどが犠牲になる事例が報告されている[64][65]。
- 21世紀にも複数回確認されている大型魚類の例として、クロマグロ[66]、カジキ類[注釈 25]、大型のサメ類[注釈 26]、大型のエイ類[注釈 27]などがあり、とくにホシエイおよびナルトビエイ[73]は地球温暖化の影響からか、周防大島などを中心に瀬戸内海における生息数が増えているとされる。水島灘に面する津雲貝塚からは、縄文時代にホホジロザメまたはイタチザメの被害を受けた思われる人骨が発見されており[74]、1992年3月にも愛媛県松山市沖でホホジロザメによる人的被害が発生している[68]。

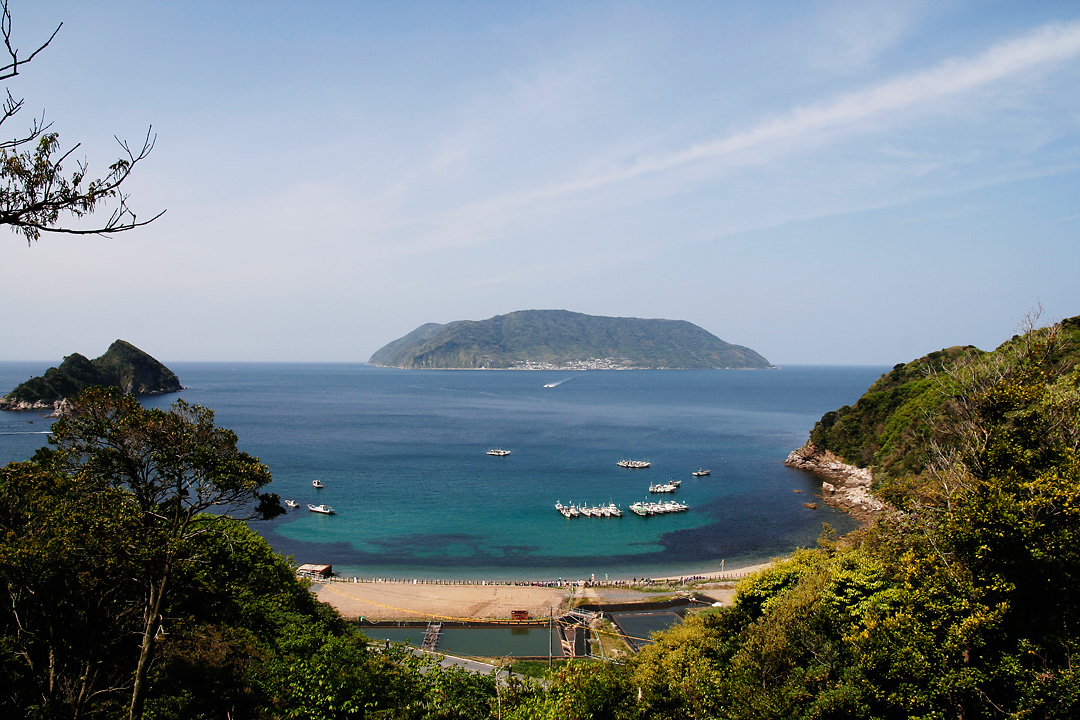
冬から春に多数のクジラが見られたという伝承が残る、山口県上関町の祝島[注釈 28]。
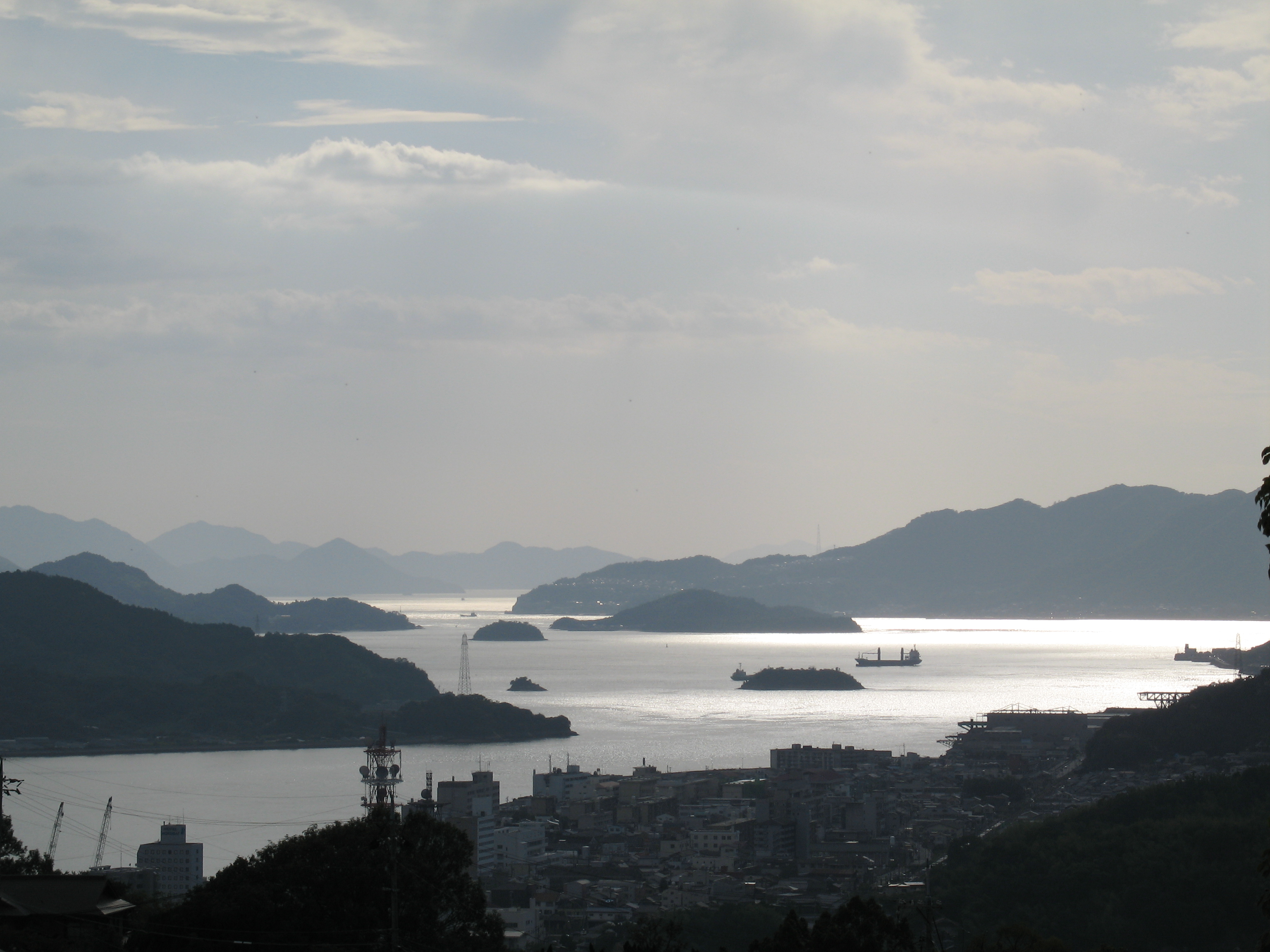
クジラの回遊によって名付けられた可能性がある広島県三原市の「鯨島」[注釈 29]。隣接する岩子島[注釈 30]の名称はイワシの回遊に由来するとされる。
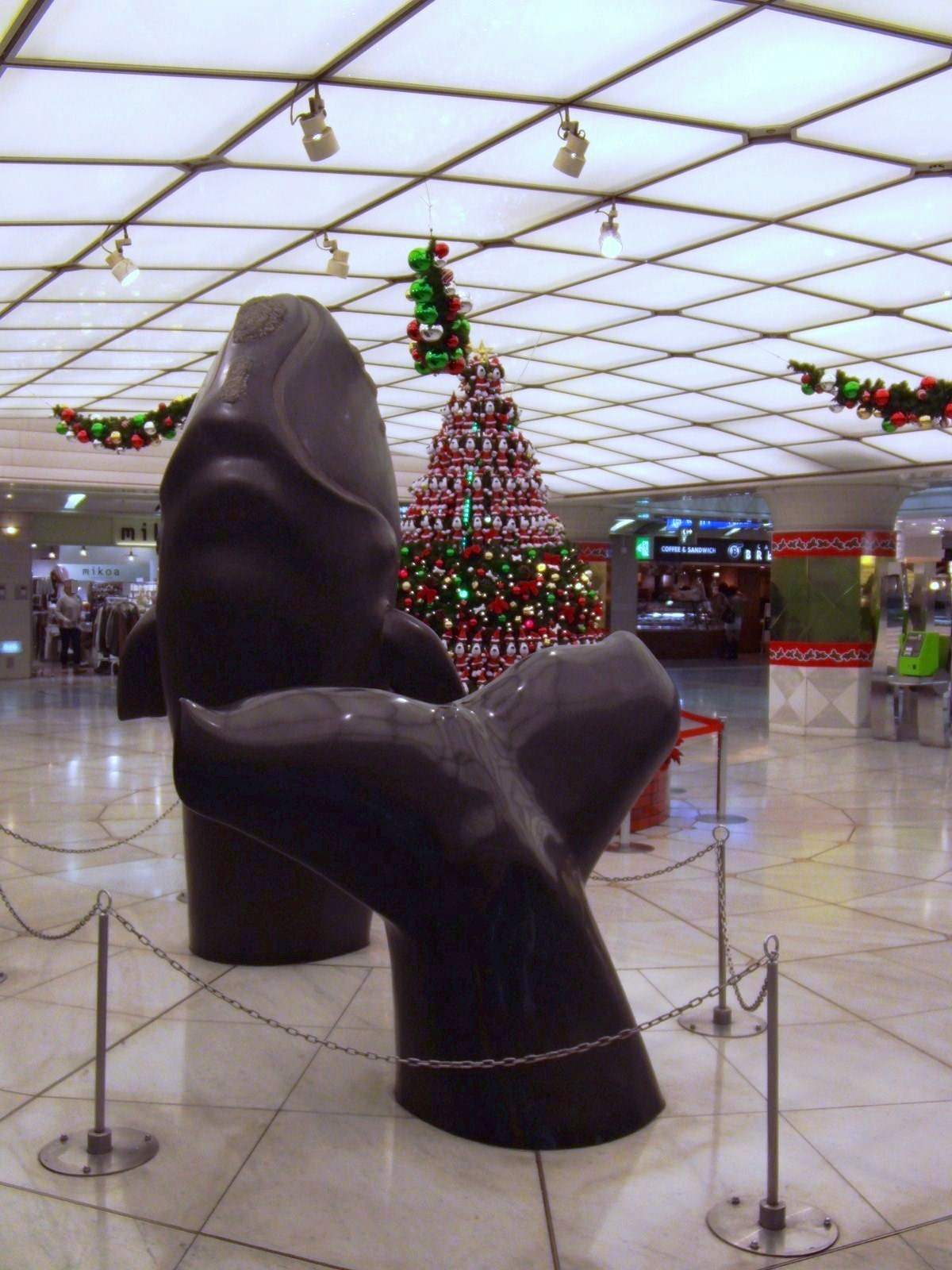
かつては大阪湾にも生息していたことでエコロジーの象徴としてなんばウォークに設えられたセミクジラのオブジェ[22]。
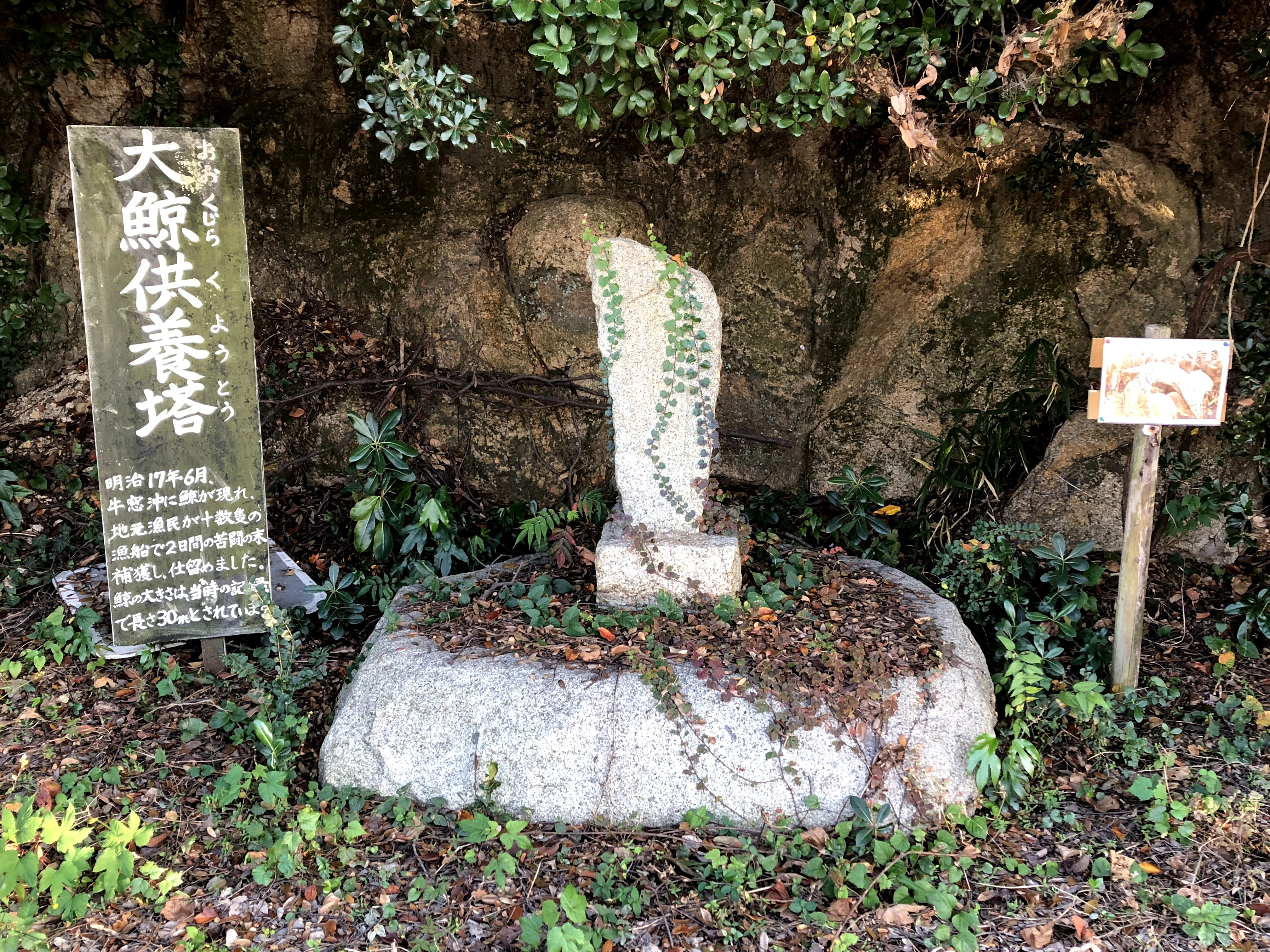
前島（岡山県牛窓）にある大鯨供養塔。明治17年にザトウクジラを捕獲した後に建立されたとされる。この様な鯨類やウミガメを供養する史跡[注釈 31]を供養する史跡は瀬戸内海や豊後水道に多数存在する[31][32][35]。
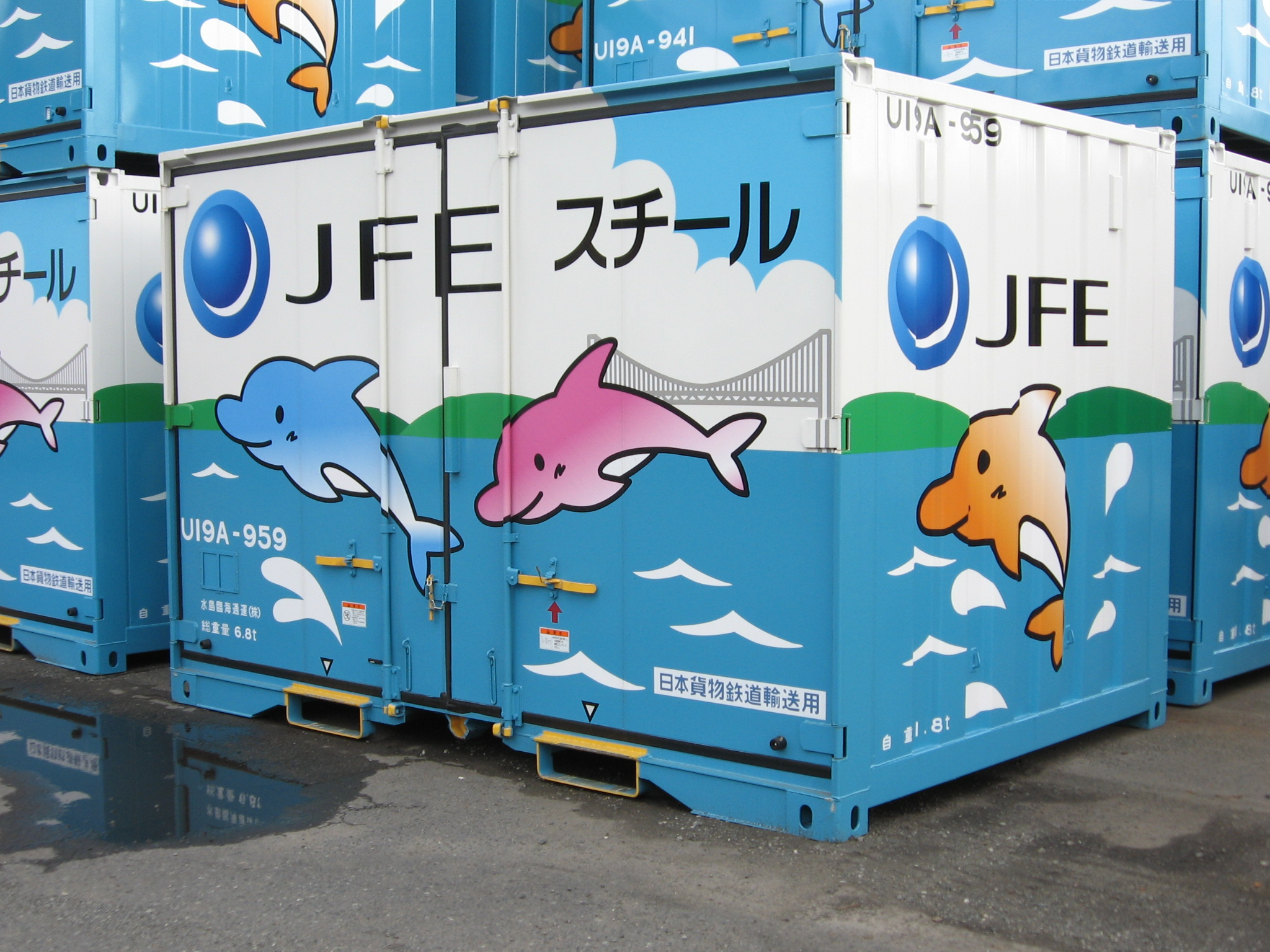
青い瀬戸内海を回遊するイルカと瀬戸大橋がイラストされた、珍しいデザインコンテナ。自然豊かな瀬戸内海で操業する企業をアピールしている[注釈 32]。

## 地理

### 地形
東西およそ450km、南北15-55 km、海岸線総延長は7,230kmに及び、面積23,203 km2、平均水深38.0m、容積8,815億m3である。多島海であり、外周が0.1km以上の島の数は727存在する。それ以下まで含めれば数千ともいうが、「島」の基準によって変わるために区分が曖昧である。
全体的な傾向としては東に行くほど浅い。灘や湾と呼ばれる広い部分が、瀬戸や海峡と呼ばれる狭い水路で連結された複雑な構造を持つ。水路部分は強力な潮流によって海底部が浸食されている。最深部は豊予海峡（速吸瀬戸）で約195m、鳴門海峡では約200mと考えられている。

### 強い潮流

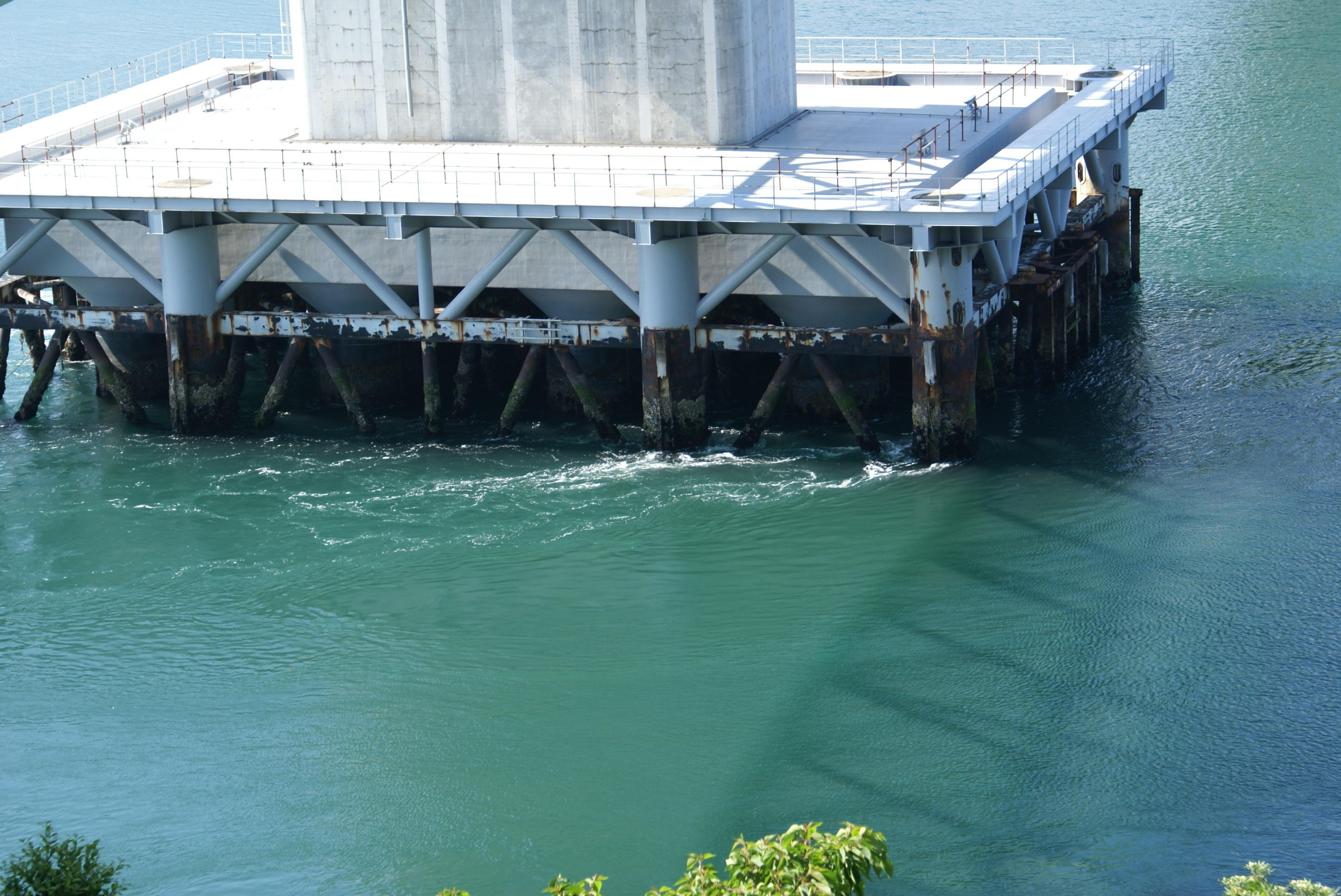
周防灘と安芸灘の間にある大畠瀬戸の潮流。

瀬戸内海は潮の干満差が大きいことで知られている。これは奥に行くほど顕著になり、最奥部の燧灘周辺では干満差は2m以上にもなる。この為、瀬戸内海の潮流は極めて強く、場所によっては川のように流れている所もある。この強力な潮流により「鳴門の渦潮」が発生している。また、この強力な潮流によって海底部の養分が常に巻き上げられ、植物プランクトンの成育を促していると考えられている。つまり、瀬戸内海が豊かな漁場であることの理由の一つはこの大きな干満差なのである。

### 気候
一帯は周辺よりも温暖で雨量が少ない特徴を持つ瀬戸内海式気候。年間降水量は1,000mmから1,600mm程度。特に冬はひと月の日照時間が中国山地を隔てて北側の山陰と比べて約1.5倍となり、年間日照時間は2,000時間を超える地域が分布している。
沿岸の風には海陸風が現れやすく、年平均の風向も海岸に直角の地点が多い。そして上空を吹く強風の影響を比較的受けにくく、海風と陸風が交代する時間帯に無風となる凪がよく現れる。夕凪は「瀬戸の夕凪」といわれるように有名で、特に夏の夕凪は蒸し暑さに拍車をかける要因となっている。ただしやまじ風（四国中央市付近）のように、気象条件によっては山を吹き降りる強風が吹くことが知られている地域もある。
備讃瀬戸から安芸灘、燧灘、伊予灘にかけての海域では、3月から6月ごろに移流霧が多くなる。高気圧に覆われ晴れた日や、高気圧を回り込む暖湿流のあるときに多い。この霧は瀬戸内海における海難事故の主な原因のひとつでもある。例えば、5月の朝の濃霧下で発生した紫雲丸事故（1955年）などが挙げられる。

### 主要な島

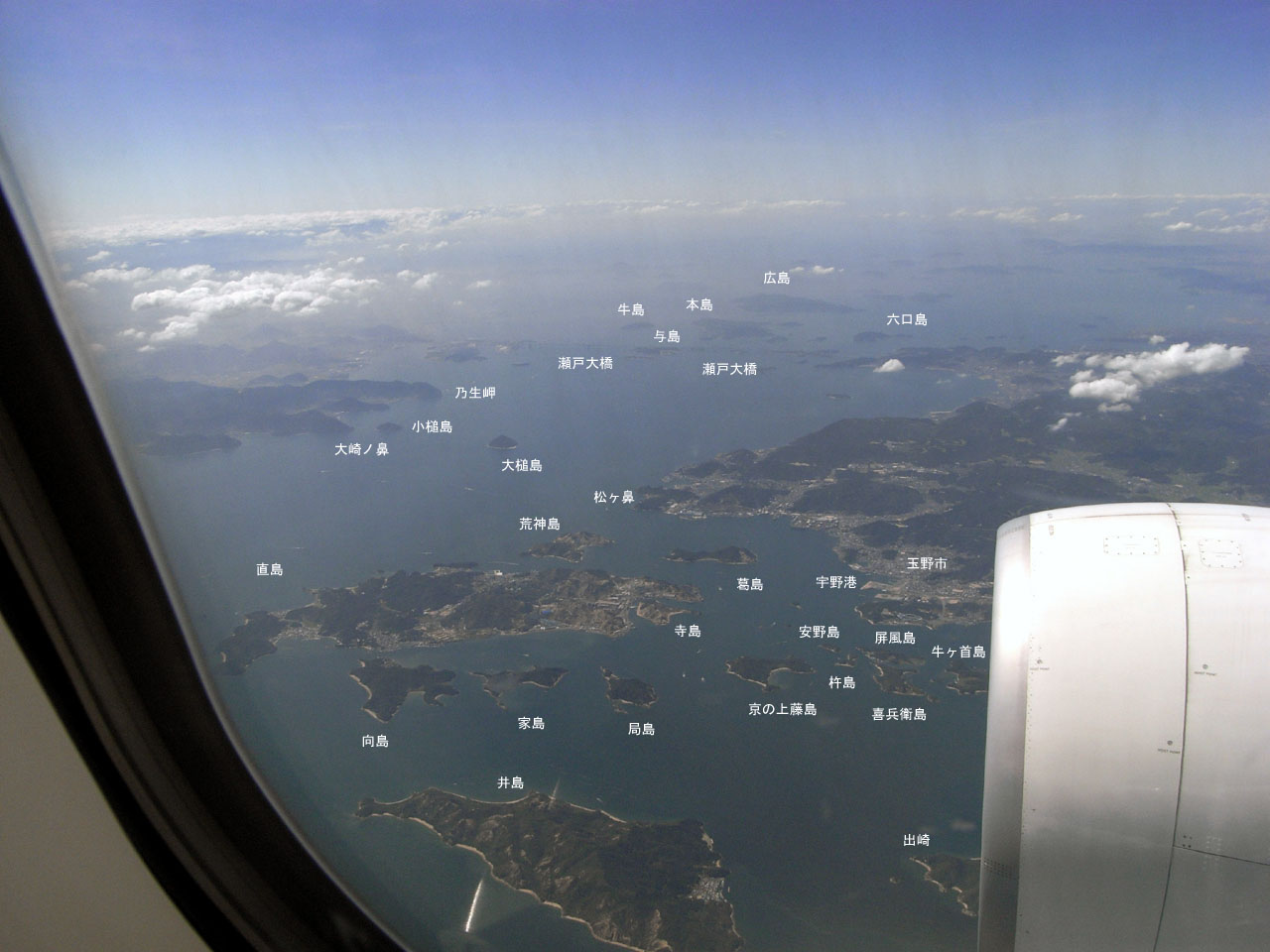
瀬戸内海直島諸島から瀬戸大橋エリア空撮

瀬戸内海には大小あわせて3,000もの島があり、無人島や、周囲数メートルしかない小さな島も存在する。
主な瀬戸内海の島を以下に示す。
- 東部 : 淡路島、小豆島
- 中部 : 大三島、因島、大崎上島、生口島、向島、ホボロ島
- 西部 : 屋代島（周防大島）、倉橋島、能美島（江田島と一体）、厳島

### 主要な流入河川
流域面積1,000 km2以上の流入水系（河川）は以下の通り
- 紀伊水道 : 紀の川、吉野川
- 大阪湾：淀川、大和川
- 播磨灘：加古川
- 備讃瀬戸：吉井川、旭川、高梁川
- 広島湾：太田川
- 伊予灘：肱川、大野川

### 沿岸主要都市
- 大阪府
  - 阪南市、泉南市、泉佐野市、貝塚市、岸和田市、泉大津市、高石市、堺市、大阪市
- 兵庫県
  - 尼崎市、西宮市、芦屋市、神戸市、明石市、加古川市、高砂市、姫路市、たつの市、相生市、赤穂市、淡路市、洲本市、南あわじ市
- 和歌山県
  - 和歌山市、海南市、有田市
- 岡山県
  - 備前市、瀬戸内市、岡山市、玉野市、倉敷市、笠岡市、浅口市
- 広島県
  - 福山市、尾道市、三原市、竹原市、東広島市、呉市、広島市、廿日市市、大竹市
- 山口県
  - 岩国市、柳井市、光市、下松市、周南市、防府市、宇部市、山陽小野田市、下関市
- 福岡県
  - 北九州市、行橋市、豊前市
- 大分県
  - 中津市、宇佐市、豊後高田市、国東市、杵築市、別府市、大分市
- 愛媛県
  - 伊予市、松山市、今治市、西条市、新居浜市、四国中央市
- 香川県
  - 観音寺市、三豊市、丸亀市、坂出市、高松市、さぬき市、東かがわ市
- 徳島県
  - 鳴門市、徳島市、小松島市、阿南市

### 橋

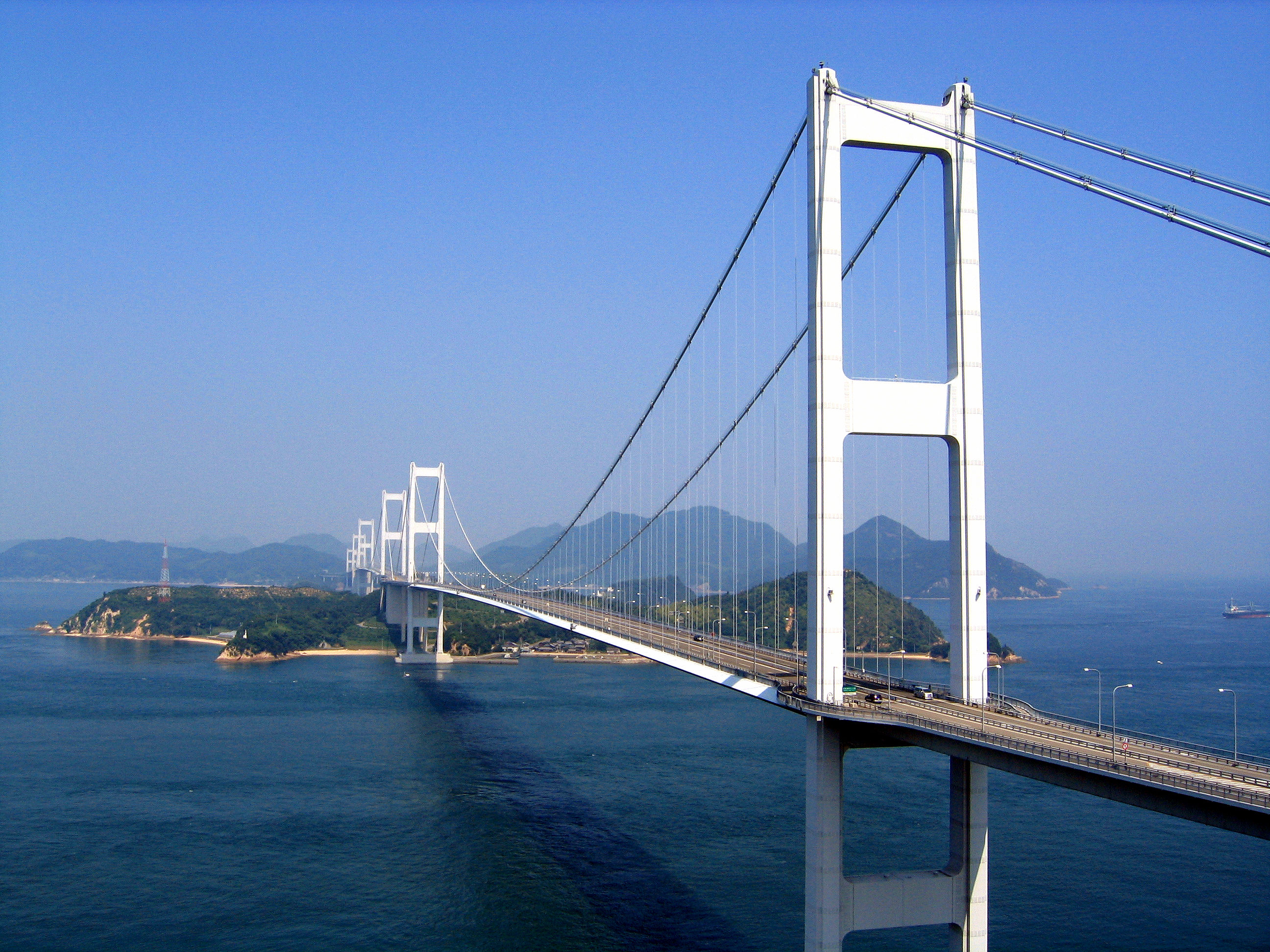
尾道・今治ルートの来島海峡大橋

本州と四国を道路・鉄道で結ぶ橋または道路として瀬戸内海上に本州四国連絡橋が架かり、以下の3ルートがある。
- 神戸・鳴門ルート 神戸淡路鳴門自動車道
- 児島・坂出ルート 瀬戸大橋（瀬戸中央自動車道、JR四国本四備讃線）
- 尾道・今治ルート 瀬戸内しまなみ海道（西瀬戸自動車道）

### 航路
- 長距離フェリー航路

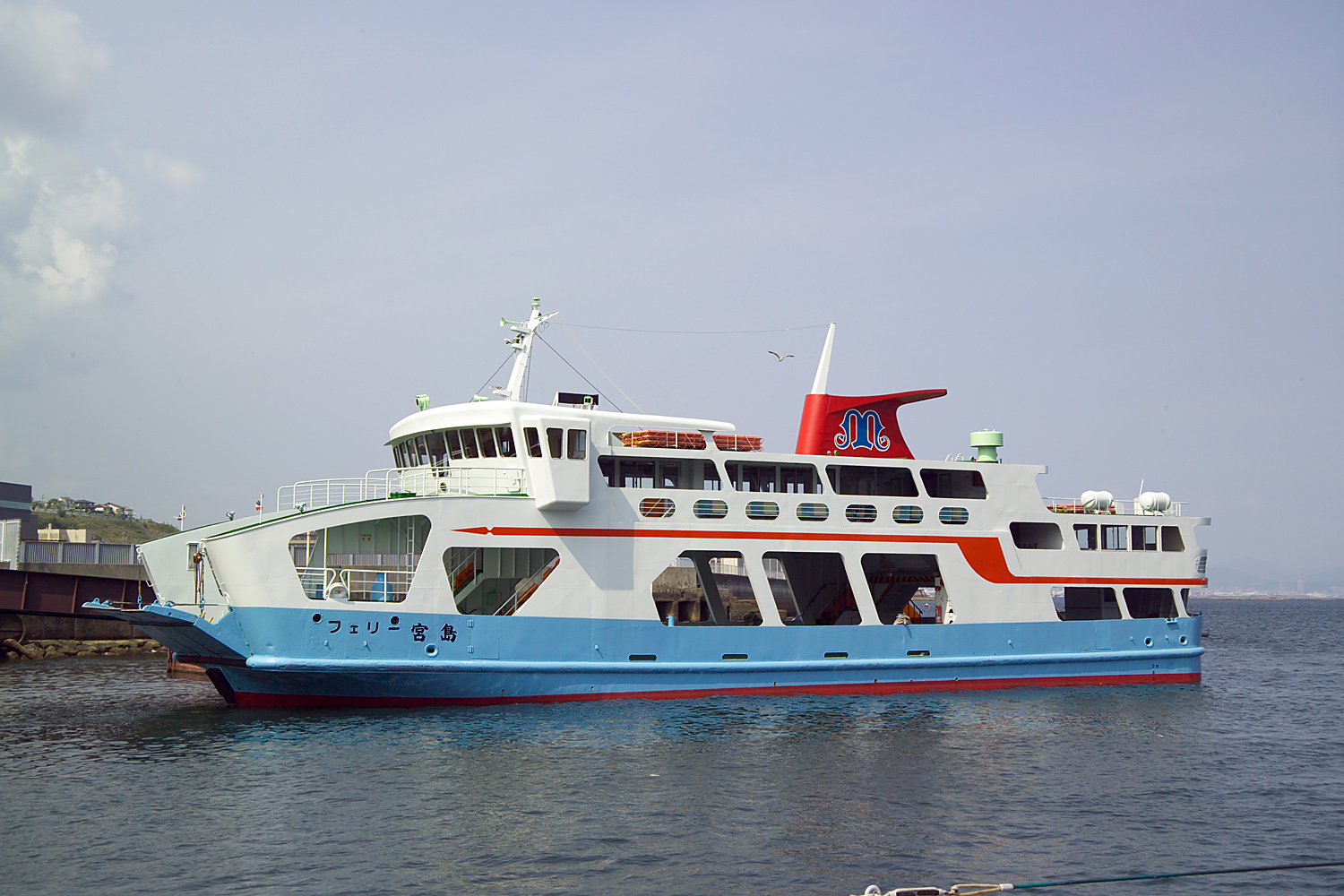
宮島フェリー

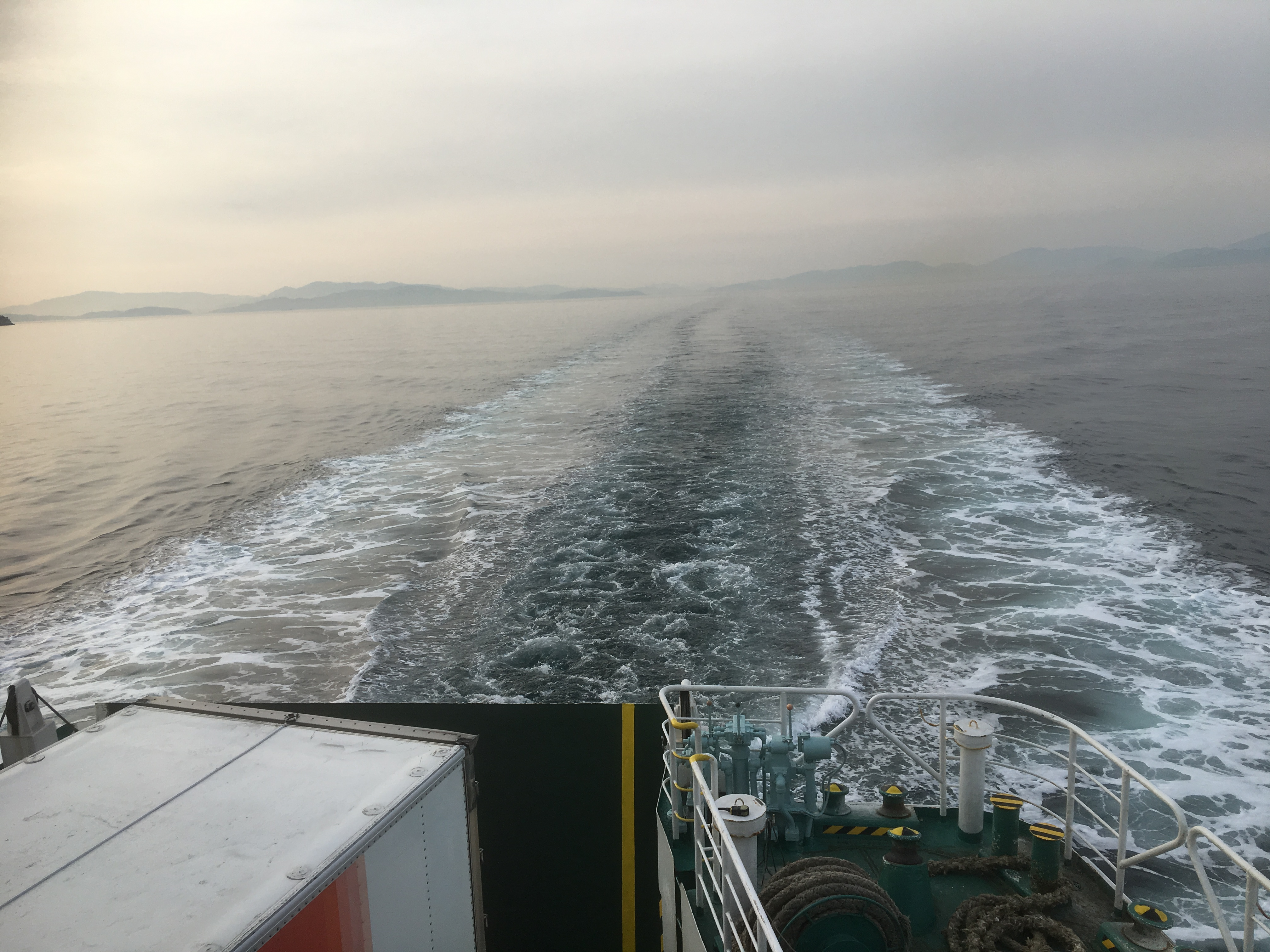
呉-松山航路のフェリー 左奥の島は倉橋島

  - 商船三井さんふらわあ（大阪港 - 別府港、神戸港 - 大分港）
  - 阪九フェリー（泉大津港 - 新門司港、神戸港 - 新門司港）
  - 名門大洋フェリー（大阪港 - 新門司港）
- 中距離フェリー航路
  - ジャンボフェリー（神戸港 - 小豆島坂手港 - 高松港）
  - オレンジフェリー（大阪港 - 東予港 、神戸港 - 新居浜東港）
  - 松山・小倉フェリー （松山港 - 小倉港）
- 各島間航路
  - 四国フェリー・小豆島フェリー（高松港 - 小豆島、姫路港 - 小豆島、岡山港 - 小豆島
  - 小豆島豊島フェリー（宇野港 - 豊島 - 小豆島）
  - 両備運輸（新岡山港 - 小豆島）
- 本州四国間航路
  - 瀬戸内海汽船・石崎汽船(共同運行) - (広島港 - 呉港 - 松山港）
  - 防予フェリー（柳井港 - 松山港）

## 歴史

### 先史時代
山陰・北陸区とほぼ平行に伸びた地質区である瀬戸内区は、主に中新統に属する第一瀬戸内累層群と主に第四系に属する第二瀬戸内累層群に大別され、両層群の間には不整合面が見られる。このことから瀬戸内海には前身となる海が2つ存在したことが示唆されており、前者は第一瀬戸内海、後者は第二瀬戸内海と呼称される。

#### 新第三紀
第一瀬戸内海は新生代新第三紀の中期中新世を中心に形成された。この海は現在の広島県北部から長野県南部まで広がっていて、東西約500kmで南北約80kmと広大であり、現在の瀬戸内海と同じ多島海であったと考えられている。第一瀬戸内累層群からは、陸棲哺乳類からなる平牧動物群や海棲哺乳類（海獣）からなる戸狩動物群という化石群集が産出している。平牧動物群にはキロテリウム（サイ科）やゴンフォテリウム（長鼻目）などの大型草食動物が含まれ、これらを捕食していた大型肉食動物の存在も確実視されている。戸狩動物群にはデスモスチルス（束柱目）やユーリノデルフィス（クジラ）および鰭脚類が含まれる。陸棲哺乳類はヨーロッパやアジアの動物群との共通性が高く、また温暖で水の豊富な森林が広がっていたことが示唆される。一方で海棲哺乳類は北方系の動物から構成される。
第一瀬戸内海は、瀬戸内区全体の隆起に伴い、中新世の末（約1000万年前）には陸化して消失した。陸の時代は鮮新世初頭に至るまでの500万年以上続いた。またこの間に構造運動の顕著な変化があった。第一瀬戸内海の時代に明瞭であった4亜区の区別が難しくなり、またそれまで卓越していた本州方向の構造運動に代わって、南北方向の波曲的運動が支配的になった。この構造運動を受けて西南日本は再び沈降を始め、湖沼が形成されるようになった。

#### 第四紀
約150万年前には太平洋の海水が紀伊水道を通って近畿地方へ流れ込み、約130万年前の二回目の海進で第二瀬戸内海が誕生した。大阪大学豊中キャンパスで発見されたマチカネワニの化石は、この第二瀬戸内海誕生から100万年ほど後の時代のものである。
またこの頃の地球は氷期と間氷期のサイクルが繰り返す氷河期の真っ只中にあり、それによる海水準変動に加えて山地の隆起・全体的な地盤の隆起・沈降域の減少が起きたため、第二瀬戸内海では海岸段丘が多く形成されるようになる。このような段丘からはナウマンゾウの化石が産出する。やがてウルム氷期が始まると海水準は現在よりも130 - 140メートル程度低い状態になり、瀬戸内海は再び陸地化した。やがて氷期が終わると海水面は上昇した（縄文海進）。約9000年前の海水準は現在よりも20 - 25メートル程度低い状態であったが、約7000年前には現在の海水準を上回って岡山大学津島キャンパス付近まで海岸線が迫っていた。現在の瀬戸内海は、おおむね第二瀬戸内海の縮小版である。
縄文時代前期の貝塚が岡山県で産出しており、当時の縄文人が瀬戸内海の海産資源を利用して生活を営んでいたことが示唆されている。瀬戸内市から出土した貝塚のヤマトシジミは14C年代から約8500年前のものであることが示唆され、この頃に当時の平原に海が広がり始めていたことが推測されている。また、貝塚の上部はヤマトシジミよりも沖合に生息するカキやハイガイに占められており、さらに海進が進んで縄文人の食生活も変化しつつあったことが読み取れる。縄文時代中期以降は貝塚は減少するが、この頃からは土砂により微高地が形成されており、後に集落としての土地利用がなされるようになる。
なお、現在みられる灘と瀬戸・海峡の並ぶ地形は、約300万年前にフィリピン海プレートの沈み込む向きが北から北西へ変化してから形成された。この変化によって中央構造線の再活動が始まり、沈降域に灘、隆起域に瀬戸や海峡ができた。

### 有史時代

#### 古代

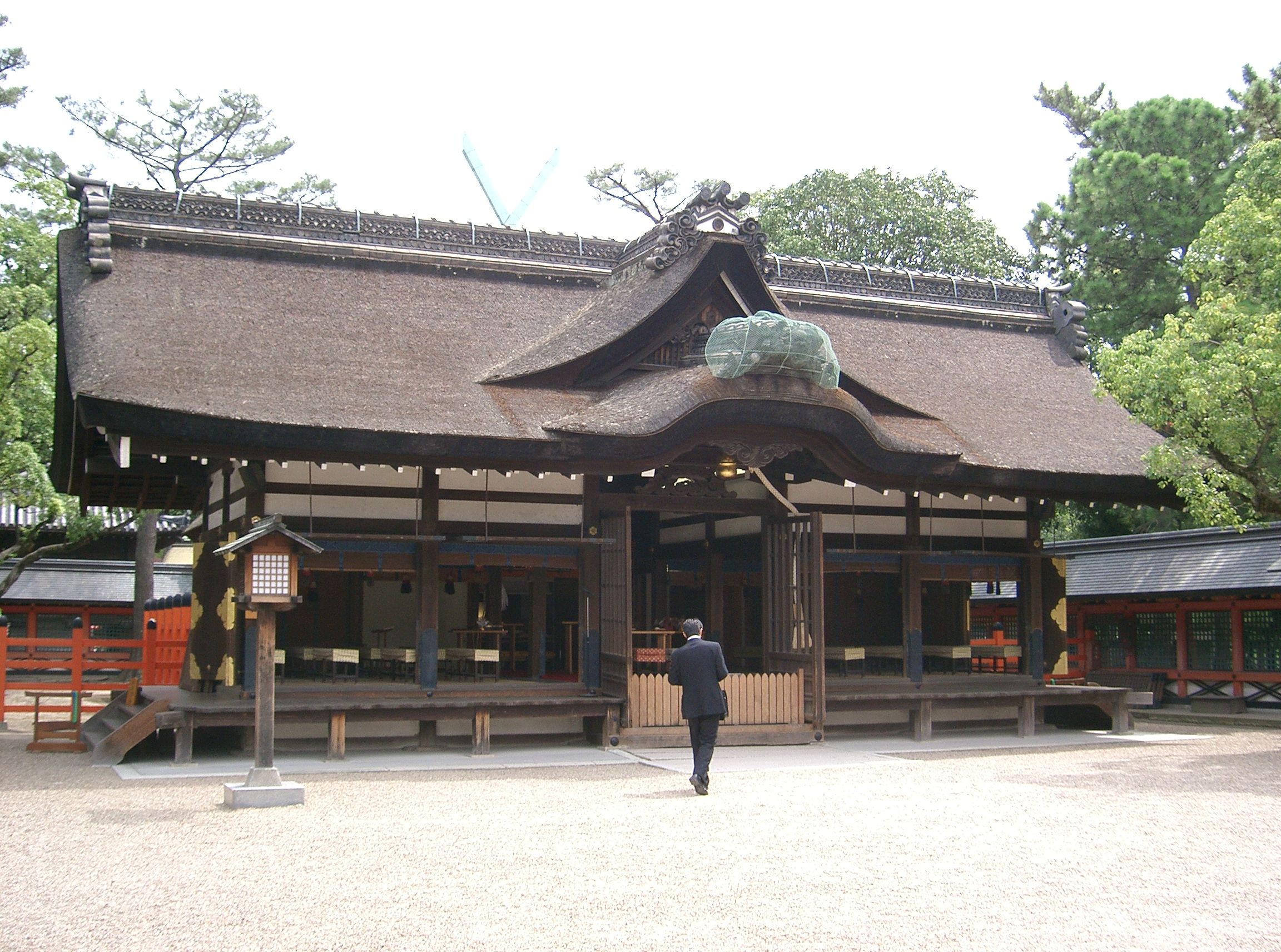
住吉大社第一本宮

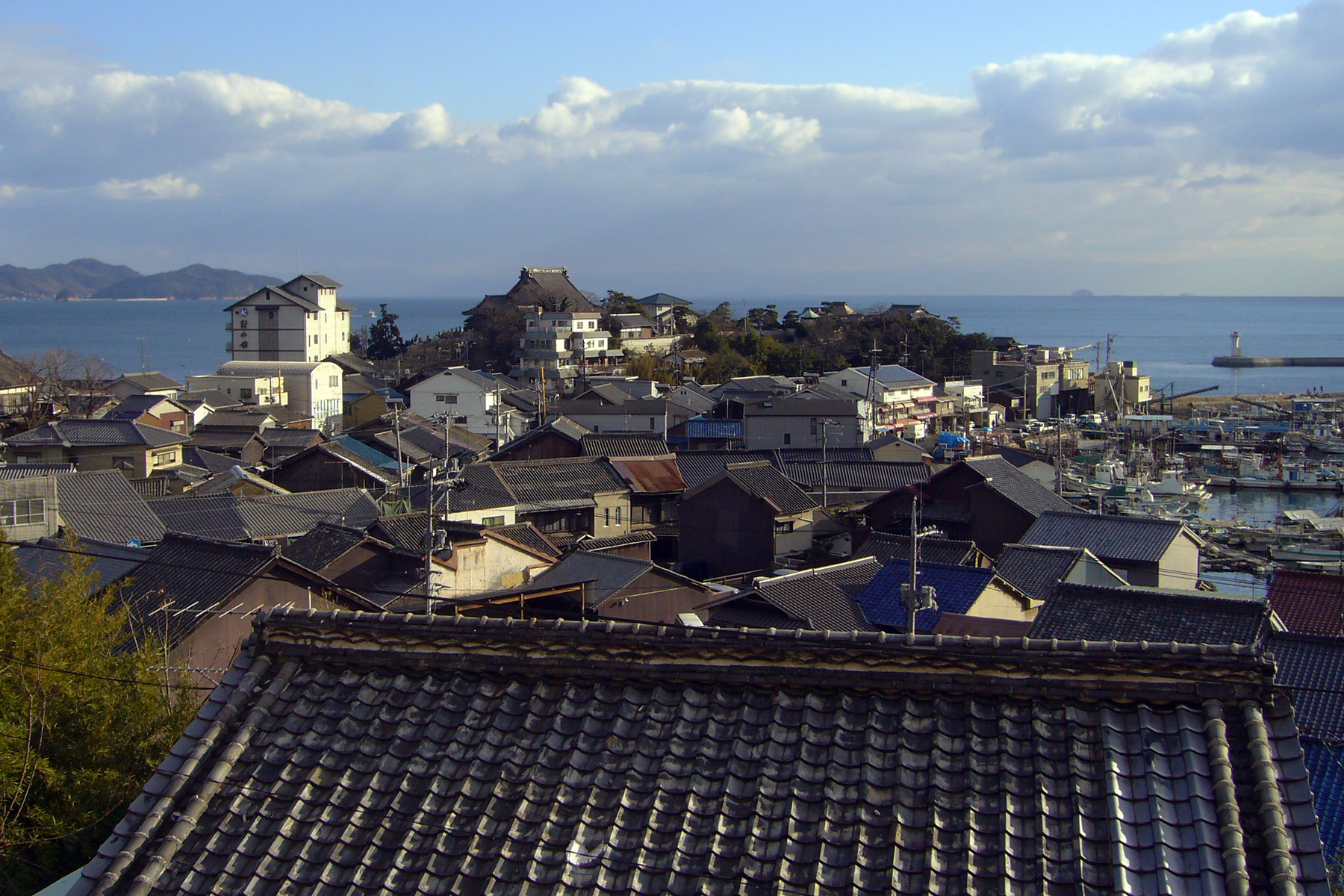
鞆の浦の町並み

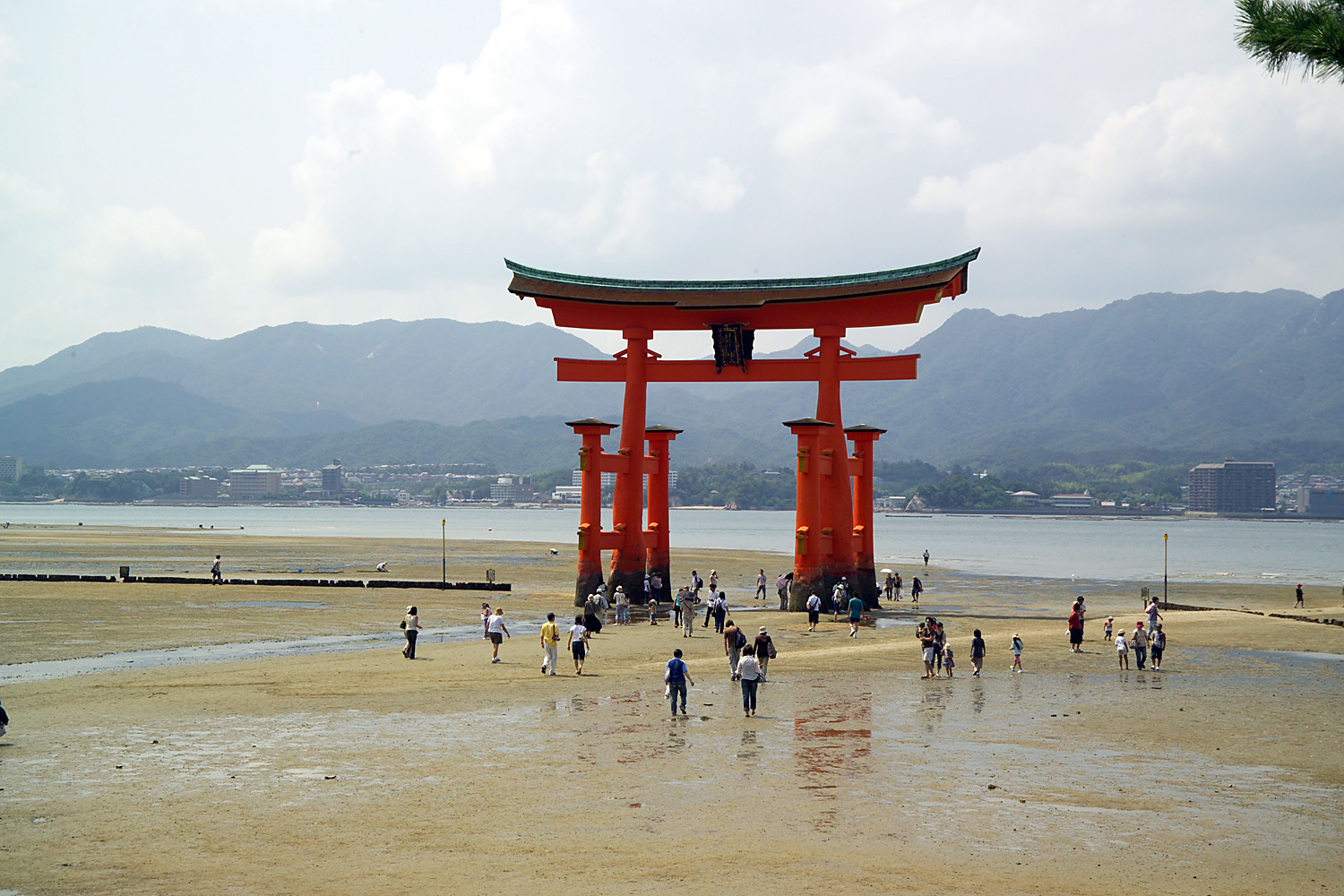
厳島神社から見る瀬戸内海

古くより瀬戸内海は交通の大動脈として機能した。そのことは『魏志倭人伝』の記述や『日本書紀』の国産みの段でイザナミの産んだ島が瀬戸内航路沿いに並んでいることから推察できる。
古代においては、摂津国の住吉大社の管轄した古代港の住吉津を出発地とした遣隋使、遣唐使の航路であったことから、瀬戸内海は、海の神である住吉大神を祀る住吉大社の影響下に置かれ各地に住吉神を祀る住吉神社が建てられた。またこの頃既に鞆の浦は瀬戸内海の中央に位置するため汐待ちの港町として栄えていた。
奈良時代には陸上の交通路（山陽道や南海道）が整備されたが、外国使節が瀬戸内海を通った記録が残っており、瀬戸内航路も引き続いて利用されていたと見られる。
平安時代中期は、嵯峨源氏の渡辺綱を棟梁とする摂津国の渡辺党が瀬戸内海の水軍系氏族の棟梁となり、渡辺氏の庶流である肥前国の松浦氏が九州の水軍松浦党の惣領となる。
藤原純友が瀬戸内海の海賊の棟梁として反乱を起こし（承平天慶の乱）、瀬戸内海は、純友の活動舞台となる。伊予国の警固使の橘遠保が純友を捕らえる。
平安時代末期には平清盛が瀬戸内航路を整備し、音戸の瀬戸開削事業を行ったり、厳島神社の整備を進めたりした。

#### 中世
鎌倉時代から戦国時代にかけては、伊予国の越智氏や河野氏ら沿海部や島嶼の武士たちが瀬戸内航路に勢力を張り始めた。河野氏や村上氏らは海賊大将軍を名乗って海賊衆（水軍）を組織し、瀬戸内航路を制御下に置いた。戦国末期には織豊政権と三好氏、石山本願寺、毛利氏、長宗我部氏などとの抗争の舞台ともなった（第一次木津川口の戦い、第二次木津川口の戦い、四国攻めなど）。

#### 近世
豊臣秀吉による海賊停止令を経て江戸時代には水軍勢力が排除され、廻船商人らによる西廻り航路の一部（関門海峡～大坂）として、瀬戸内海は流通の主役の務めを果たした。幕末には、長崎港発の外国船が瀬戸内海を経由して横浜港へ航海していた。1864年（元治元年）には下関砲台の外国船砲撃事件により瀬戸内海が封鎖され、これを原因として馬関戦争（長州藩の砲台と英仏蘭米艦隊との戦い）が起きている。

#### 近代
明治時代以降は鉄道開通などの本州・四国内交通網の整備、本州・四国間に瀬戸大橋の開通に至って、以前より交通路としての重要性は薄れたが、大正時代には阪神・別府間などに観光航路が開設され、戦後の観光ブームにも多くのクルーズ客船が往復し賑わいを見せていた。その後航路の主役はフェリーに移行したが、平成に入っても多数の定期航路が存続している。また、環瀬戸内文化圏という観点から、瀬戸内海を文化交流の場としてとらえ直す試みも行われている。

### 「瀬戸内海」という概念の誕生
瀬戸内海という概念が誕生したのは、江戸時代後期とされる。それまでは和泉灘や播磨灘、備後灘、安芸灘など、より狭い海域の概念が連なっているのみで、現在の瀬戸内海全域を一体のものとして捉える視点は存在していなかった。とはいうものの、江戸時代の「瀬戸内」は現在でいう「瀬戸内海」とは必ずしも重なっていない。1813年に書かれた佐渡の廻船商人の旅行記『海陸道順達日記』では尾道と下関の間を「瀬戸内」と呼んでいる。
「瀬戸内海」概念が今日のようなものとして確立される契機となったのは、明治期に欧米人がこの海域を「The Inland Sea」と呼んだことによる。欧米人がこのように呼んだ海域を日本人の地理学者たちが1872年頃から「瀬戸内海」と訳して呼び、これが明治時代の後半に広まっていったのである。
日本人による最初のまとまった論考は小西和の『瀬戸内海論』（1911年）である。本論の中で、小西は瀬戸内海を一つの大きなテーマとして捉えることの必要性を指摘するとともに、瀬戸内海の多島美を積極的に評価した。また、小西は「国立公園」を日本に作ることの必要性も併せて指摘し、後に帝国議会に国立公園の設置を建議した。この建議を容れて国立公園法が制定されたのは1931年で、1934年3月16日の第1回指定で瀬戸内海は雲仙（現・雲仙天草国立公園）、霧島（現・霧島錦江湾国立公園）とともに日本初の国立公園「瀬戸内海国立公園」となった。

## 観光

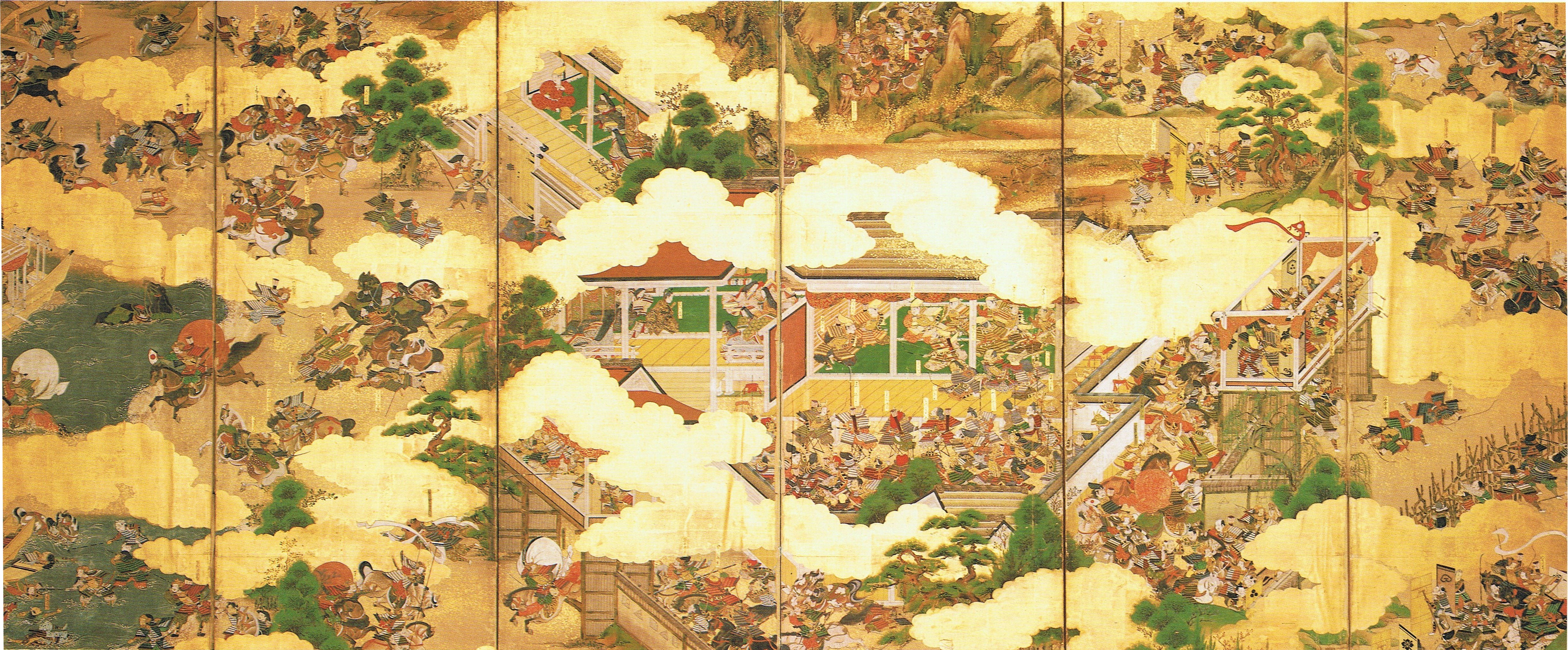
源平合戦図屏風（赤間神宮所蔵）

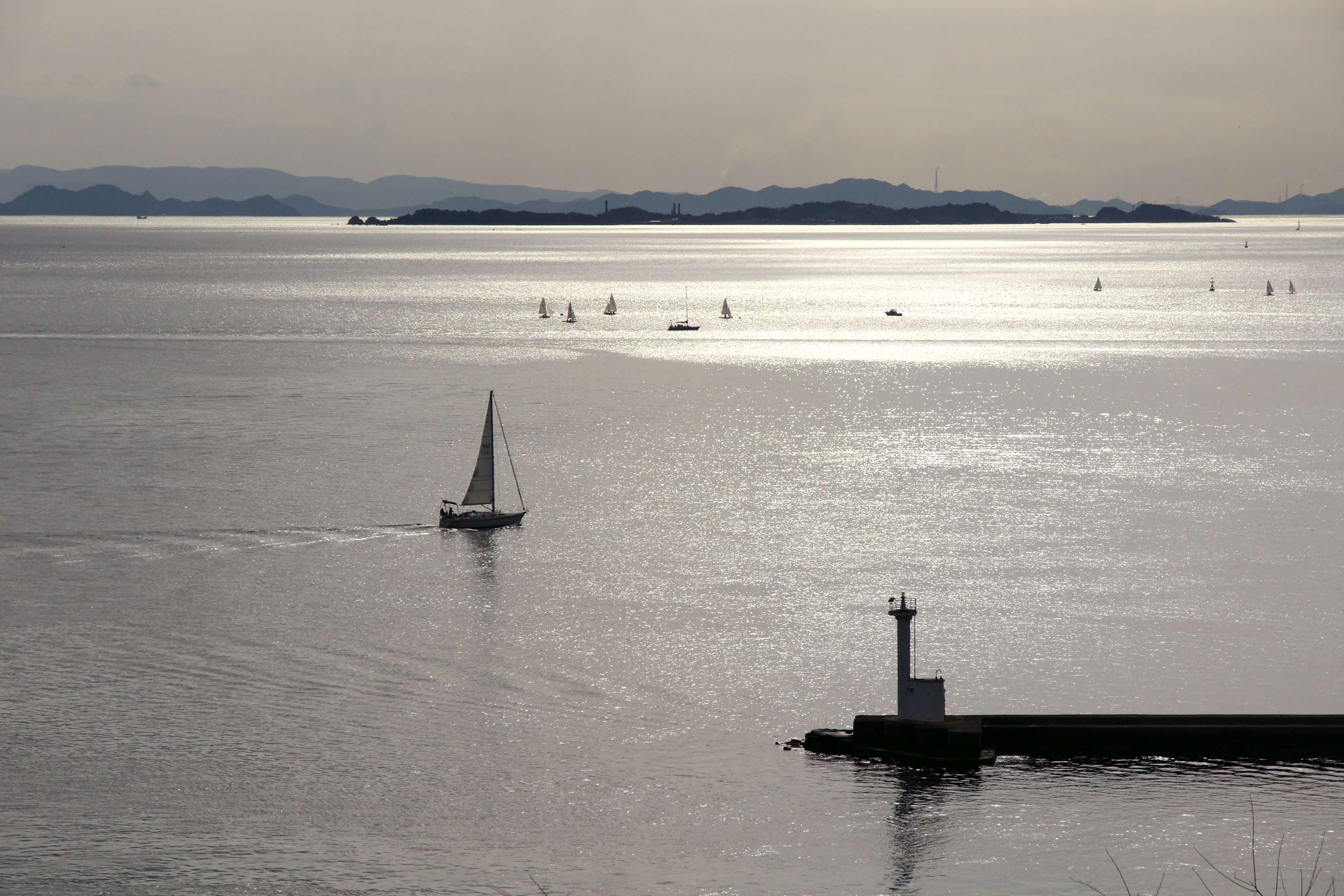
牛窓

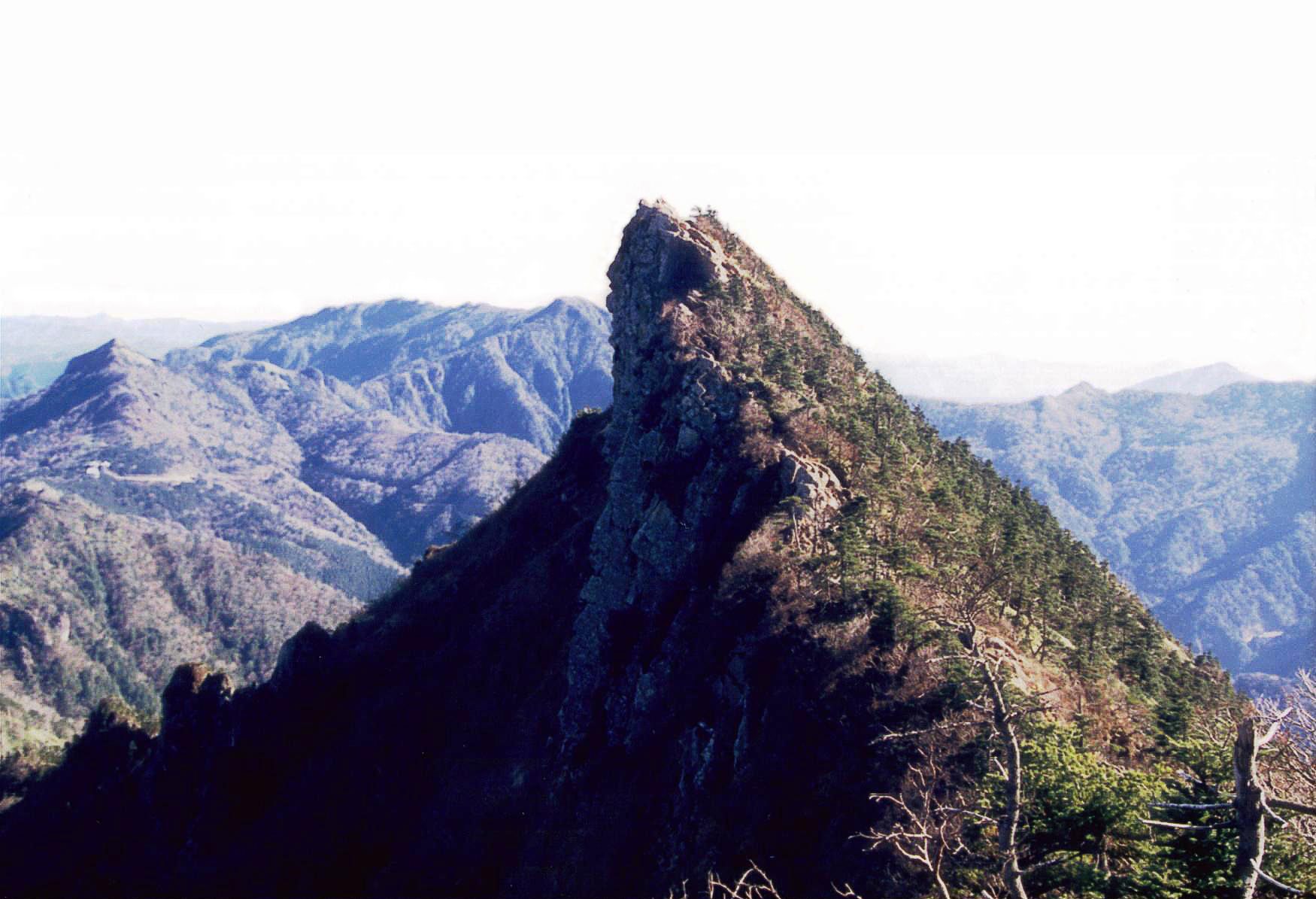
石鎚山

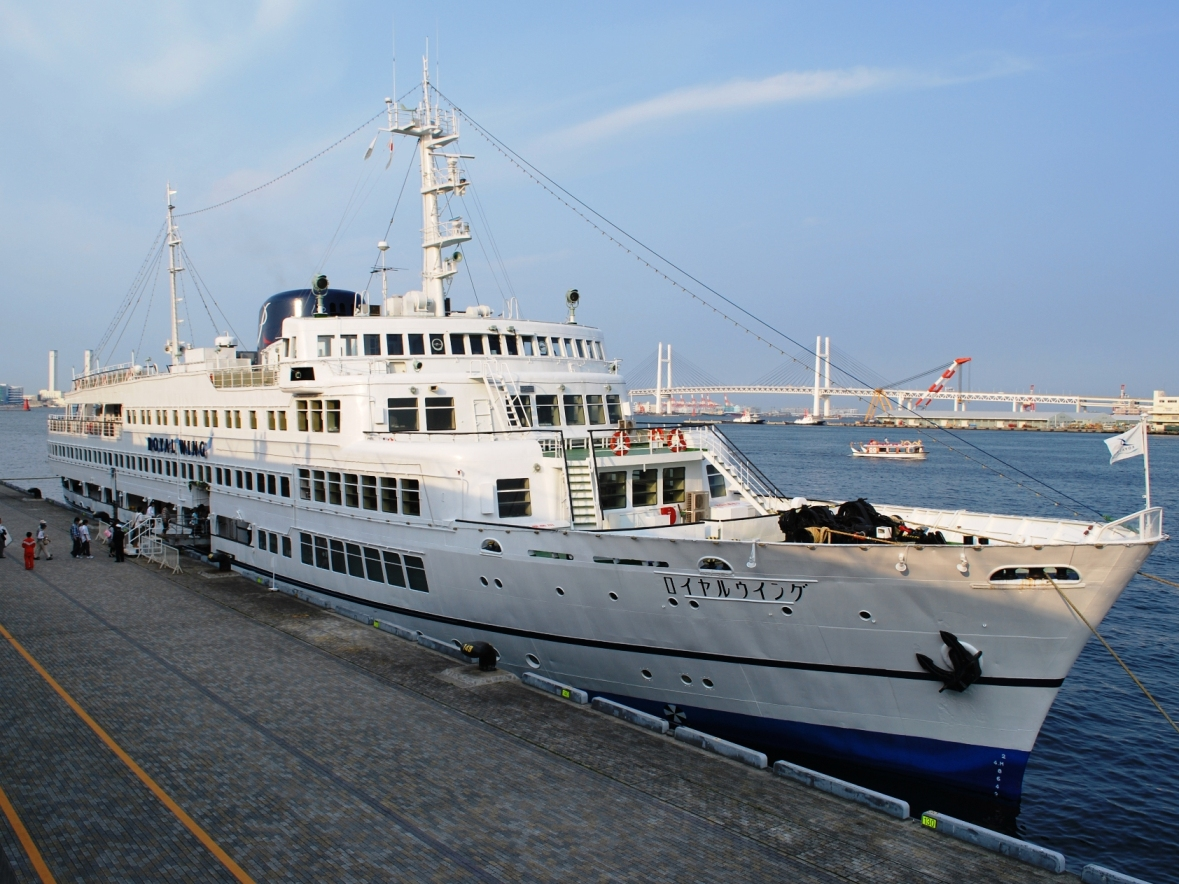
「瀬戸内海の女王」くれない丸（現・ロイヤルウイング）

### 歌枕の地
古代から瀬戸内海は風光明媚な海として知られ、沿岸には『万葉集』『古今和歌集』『新古今和歌集』などに登場する歌枕が点在している（住吉、難波、須磨、明石、高砂、布引、生田）

### 中世日本文学と瀬戸内海
中世になると『伊勢物語』『土佐日記』『源氏物語』『山家集』などの文学作品が瀬戸内海を取り上げたことで、作中に登場する土地が名所となっていく。

### 寺社詣で
庶民の観光旅行が一般化した近世には、『平家物語』『源平盛衰記』『太平記』などに登場する古戦場（屋島や壇ノ浦、牛窓、藤戸など）が観光名所として注目されるようになる。また金比羅宮、石鎚山、住吉大社、厳島神社、宇佐八幡宮、大山祇神社などへの参拝も盛んになる。瀬戸内海各地の名所は『諸国名所百景』などの浮世絵にも頻出する。さらに、こうした寺社詣での旅行者を主な顧客とする観光産業（旅籠、茶屋、土産物屋など）が丸亀や多度津、下津井、宮島などに成立し、繁栄を見せるようになった。
またこの時期、朝鮮通信使が鞆の浦を「日東第一景勝（日本一の景色）」と称えた記録が残されている。

### 近代観光の目的地へ
19世紀になると、フィリップ・フランツ・フォン・シーボルトが瀬戸内海の風景を絶賛した。また明治時代にはトーマス・クックやユリシーズ・グラントなどの欧米人が来日し、近代的な「観光のまなざし」によって瀬戸内海を再編していった。すなわち近世以前の瀬戸内海観光が文学作品を媒介とした「名所」訪問や、由緒ある神社仏閣への参拝という形式を持っていたのに対し、欧米人は瀬戸内海各地で当時は当たり前のように見られた風景に注目し、これらに観光資源としての価値を与えていった。言い換えるならば、近代の訪れとともに、瀬戸内海観光は「意味」を求める観光から、「視覚」による観光へと変質していったのである。
フェルディナント・フォン・リヒトホーフェン男爵は『支那旅行日記』（1943年 昭和18年）を遺しており、瀬戸内海を“世界の中でも特筆すべき、島々と海洋が織りなす美の壮観〈多島美〉の世界である”と賞賛しており、ここに辿りついた多くの欧米人は、多島海の美しさや自然と人の暮らしが融合した穏やかな景観、そしてシークエンス景（船から見た動景）に魅了され、瀬戸内海を絶賛している。
更に1912年（明治45年）5月には、大阪商船が別府温泉の観光開発を目的として阪神・別府航路にドイツ製貨客船「紅丸」を就航させ、純粋に観光を目的とした船旅が大人気となった。1934年（昭和9年）には前述のように日本初の国立公園の一つとなる。
また戦後も、阪神・別府航路を引き継いだ関西汽船が、1960年（昭和35年）に「くれない丸」を就航、その後3,000トン級クルーズ客船が最大時6隻体制となった別府航路（瀬戸内航路）は、阪神と九州を結ぶ観光路線として多くの新婚旅行客を別府温泉などへと運んだ。

### バブル経済と本四連絡橋開通
1987年の「総合保養地域整備法」制定に伴う日本列島のリゾート開発ラッシュは瀬戸内海も例外とせず、沿岸にゴルフ場やマリーナが次々に建設された。1988年の瀬戸大橋開通以降、本四連絡橋が次々と開通していき、本州と四国と地続きになった。
しかし、リゾート開発はバブル崩壊で多くが失敗に終わり、開発中途で放棄された土地も発生した。

### 現在の瀬戸内海観光
1996年には広島市の原爆ドームと廿日市市の厳島神社がユネスコの世界遺産に登録された。また1999年に本四架橋が全て完成すると、尾道・今治ルートは「しまなみ海道」と名付けられ、観光ルートとして注目を浴びるようになった。2016年には、瀬戸内海地域の観光地経営を行うせとうち観光推進機構が発足した。

## 産業
古来より海運が盛んで沿岸地域に大きな港湾の多い瀬戸内海には重要な航路が多い。日本の総面積の12%にあたる4万7千km2におよぶ瀬戸内海沿岸地域には日本の総人口の約4分の1の3千万人が住んでおり、重工業、石油化学産業などが多く立地している。全国に占める製造品出荷額は鉄鋼業46%、石油化学産業40%、化学工業35%、パルプ・紙産業30%と工業化が進んでいる地域であるが、これら第二次産業の総生産額に対する比率は年々減少している。比率がもっとも高かったのは1970年で42.6%であったが、2002年には25.4%まで下がった。農林・水産業など第一次産業は、1965年には7.4%であったが、2002年には0.8%となっている。比率が増加しているのは、運輸・通信、卸・小売、金融・保険業、サービス業などの第三次産業で、1965年には52.6%であったが、2002年には73.8%となっている。人口の密集度や産業の多さから古代より海運が発達していた。漁業も盛んであったが、2000年代は1980年代に比較して漁獲量（重量）は約35%減少した。
各地で埋め立てが行なわれ、藻場、干潟、自然海岸などの浅海域が減少しており、閉鎖水域であるため下水道や油流出事故などの影響で赤潮発生など水質汚染が憂慮されている。
瀬戸内海は重要な水路として海運や漁業で多くの船舶が運行しており、近年はレジャーボートの数も増し、多島部や狭い水域では海難事故も多発している。

### 漁業

#### 江戸以前の漁業

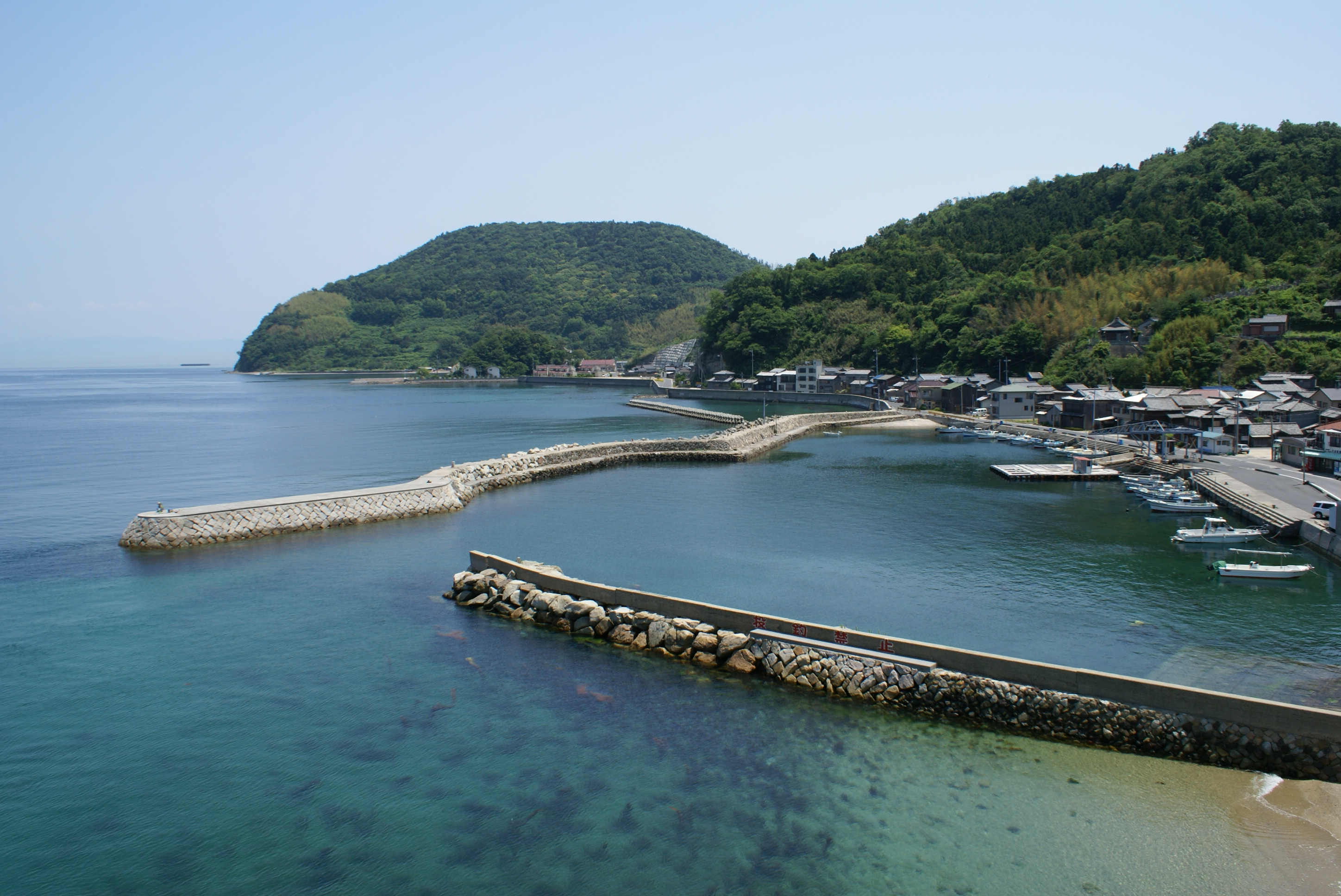
一本釣り漁で栄えた沖家室島

瀬戸内海は縄文時代から今日に至るまで、多様な漁業の場となってきた。弥生時代には既にタコツボによるタコ漁が行われていたことも、出土物によって明らかになっている。
江戸時代には肥料に用いるイワシを獲る地引き網や船引き網漁が盛んとなった。またイカやアナゴ、キス、エビ、ナマコなどを狙う手繰網漁、現在も鞆の浦で行われている鯛網漁、帆走しながら網を引く打瀬網漁など、様々な網漁が行われていた。これらの漁法は瀬戸内海にとどまらず、房総半島などにも伝播した。また瀬戸内海の内部でも、紀州で考案されたイワシの船引き網漁法が真鍋島、宇和島、安芸草津など各地に伝播したことが知られている。
大物を狙う一本釣り漁も江戸時代に発達した漁法である。これは主に潮流の早い瀬戸を中心に行われた漁法で、鯛、ハマチ、カレイ、サワラなどを対象とした。一本釣りの発達を促したのは、中国から輸入されるようになった天然のテグスの存在である。これを最初に一本釣り漁に用いたのは、現在の鳴門市にある堂浦の漁民であったが、この漁法が17世紀後半に現在の周防大島町にある沖家室島に伝播し、沖家室島は瀬戸内海有数の一本釣り漁の基地として栄えた。現在も大物釣り用の釣り針の基本的なデザインである「かむろ針」は沖家室島で考案されたものである。その他、佐賀関、音戸、三津浜、牛窓、雑賀崎などが一本釣り漁で有名な漁村である。
こうして獲られた高級魚は船内の生け簀に入れたまま大坂まで運ばれ、高値で売却された。祇園祭の頃に旬を迎えるハモは活け締めにして京まで運ばれた。広島のカキも江戸時代には関西に広く流通していた。

#### 瀬戸内海の漁民の国外出漁
明治維新後には、瀬戸内海の漁民たちが漁場を求めて日本国外に出漁する事例が増えていった。山口県や広島県の一本釣り漁師たちは台湾、ハワイなどに渡り、打瀬網を使う漁民はフィリピンに出漁した。森本孝は沖家室島の漁民がハワイの漁業の屋台骨を担った状況を明らかにしている。また日本国内でも、周防大島の漁民が対馬に集落を建設して移住した事例が宮本常一によって報告されている。

#### 家船
瀬戸内海は、20世紀後半まで家船（えぶね）に乗った漁民が活動していたことでも知られている。家船とは木造の小型の漁船に簡易な屋根を装備し、布団や炊事道具など生活用具を積み込んだ船のことである。瀬戸内海の漁民の中には、こうした家船に夫婦単位で乗り込み、生涯を海の上で暮らす者も多かった。彼らの出自については、豊臣秀吉によって解体された村上水軍の末裔なのではないかとの説もある。
別府温泉では、持ち舟で寝泊まりしながら浜脇温泉や別府温泉に通う湯治の習慣が古くから見られ、戦後しばらくまでは続いていた。春には波止場に係留される舟は100艘近くにのぼり、湯治舟とよばれて季語にもなるほどの別府の春の風物詩となっていた。

#### 乱獲と漁業資源の減少
第二次世界大戦後、瀬戸内海の漁獲量は爆発的に増加し、ピークとなった1982年には昭和初期の4倍にも達した。しかしその後は環境破壊と乱獲によって資源量は減少し、イワシ、鯛、サワラ、トラフグなど主な魚種の資源量は、回復にほど遠い状況である。アサリも埋め立てなどで生育環境が破壊された為に激減しており、ハマグリはほぼ絶滅となっている。
カキ、ブリ、鯛、ワカメ、海苔などは養殖も盛んに行われている。広島でのカキの養殖は室町時代まで遡る。

#### ブランド品
瀬戸内海のアジ等の青物は回遊しない「瀬付き」が多いことで知られ、特に佐賀関で揚がる「関アジ」「関サバ」が著名である。その他に各沿岸地で鯛、蛸、鰈（特に城下かれい）、鱧、河豚（特に下関）など、全国的なブランド品となっている品目も含め瀬戸内海には存在している。

### 農業

#### 段々畑
瀬戸内海に浮かぶ離島は耕作可能な平地も少ないことから、住民たちは山を開墾して段々畑を作ることが多かった。しかしこうして開墾された段々畑は土壌が痩せていることが多かった為、農民たちは下肥や海藻を人力で運び上げて施肥し、土壌を改良していった。一般に、開墾してからまともな作物が収穫出来るようになるまでに10年かかるとされた。この段々畑はみかんの栽培に適しており、特に愛媛みかんが著名である。

#### 出作
島内の山を全て開墾し尽くした後には、近くにある島に渡ってそこで開墾を行うこともあった。こうして別の島に農地を持つことを「出作」「出作り「渡り作」などと呼んだ。農民たちは出作用の小さな木造船（農船）を手に入れ、それで農地を持つ島まで行き来していた。

#### 柑橘栽培
このようにして開墾された段々畑は、第二次世界大戦後、多くが柑橘類の栽培に転用された。日照と水はけに優れた段々畑は、糖度の高い柑橘の栽培には適していた。しかし段々畑での農業には非常に手間がかかることから、近年、耕作放棄地が増加しつつある。

#### 綿花栽培
瀬戸内海沿岸の気候は綿花栽培にも向いていた為、江戸期には各地で綿花栽培が行われた。特に綿花栽培が盛んだったのは河内地方、播磨地方、岡山平野、福山周辺、広島周辺、観音寺周辺などである。しかし明治期に海外産の良質な綿が輸入されたことで、これらの地域の綿花栽培は衰退した。

#### 除虫菊栽培
18世紀末に日本に移入されたシロバナムシヨケギク（除虫菊）は、20世紀に入ると広島県で盛んに栽培されるようになり、島嶼部も含めて第二次世界大戦後まで除虫菊栽培は農業の中心となった。

### 製塩業
瀬戸内海沿岸は少雨で温暖な気候を生かし、古代より製塩が盛んに営まれてきた。弥生時代には吉備地方で土器に海水を入れて煮詰める製塩が始まり、奈良期には砂浜を使う「塩尻法」へと移行する。中世には汲み上げた海水を砂浜に撒いて水分を蒸発させたうえで煮詰める揚浜式塩田に移行、更に17世紀前半には姫路藩で潮汐を利用した入浜式塩田が考案され、瀬戸内海は製塩の中心地となる。この時期の瀬戸内海産の塩を「十州塩」とも呼んだ。これは播磨国、備前国、備中国、備後国、安芸国、周防国、長門国、阿波国、讃岐国、伊予国の10国で生産された塩という意味である。
瀬戸内の気候を生かした製塩業だったが、天候や気候に左右されないイオン交換膜製塩法の開発により、1972年に一時全て途絶えた。しかし2002年に塩の販売が完全自由化されると、仙酔島などで小規模ながら製塩業が復活した。

#### 製塩業と白砂青松
製塩業は大量の燃料を消費する産業である。瀬戸内海沿岸は製塩が盛んであったため、燃料としての木材を供給した里山は乱伐により次々にはげ山なっていった（詳しくは「里山」を参照）。瀬戸内海に白砂青松が多かった理由の一つとして、こうしてはげ山となった里山から花崗岩が浸食により流出し、川を流下して瀬戸内海に入り「白砂」となったという指摘がある。

### 工業
太平洋ベルト工業地域の一角を担う瀬戸内工業地域を形成し、全工業地域総出荷額のおよそ9%を占める。西部は北九州工業地帯を形成し、東部は三大工業地帯の一つである阪神工業地帯を形成している。
- 大阪、神戸、堺、和歌山、姫路、倉敷、福山、呉、坂出、新居浜、宇部、苅田、中津、大分などの工業都市が沿岸部に集中する。
- 石油化学工業、鉄鋼業、造船業、自動車、製紙、セメントなど。

また海の中の離島であることを生かし、亜硫酸ガスによる煙害で批判を浴びていた銅精錬業が瀬戸内海に進出した。三菱マテリアルの直島、住友金属鉱山の四阪島など。

## 環境問題

### 赤潮
1970年（昭和45年）から1976年（昭和51年）にかけて赤潮の発生件数は約80件から約300件と上昇した。工場排水や生活排水に汚染された瀬戸内海は一時「死の海」と呼ばれ、1973年には『瀬戸内海環境保全特別措置法』（瀬戸内法）が制定された。その後徐々にではあるが減少傾向にあるものの2002年（平成14年）の発生件数は約100件が確認されている。同年の発生海域は大阪湾、紀伊水道、播磨灘の淡路島の対岸域、燧灘の愛媛県域、広島湾、防予諸島、周防灘等である。赤潮の発生に伴い養殖のハマチ、鯛、真ガキの他、天然魚介類の漁業被害が起きている。
1992年（平成4年）8月27日に環境庁告示第67号により、海水中の窒素や燐（リン）が海洋プランクトンに対して影響を与え、著しく増殖を生ずる畏れのある海域として閉鎖性海域として指定され、赤潮を始めとして2004年（平成16年）と2005年（平成17年）には発生原因が不明の藻により底引き網漁などの漁獲に打撃を与えている。

### 瀬戸内海の栄養塩問題
瀬戸内海は1960年代から1970年代にかけて富栄養化による赤潮が発生しており、1973年に瀬戸内海環境保全臨時措置法が制定され、2001年にはCODに加え窒素、リンの総量規制が導入された。これに伴い瀬戸内海の赤潮発生が減少するとともに海の透明度も増してきた。その一方で養殖海苔の色落ちが頻発。プランクトンを餌とするイワシやイカナゴ、それらを捕食するサワラなどの漁獲量も低迷している。これらの原因を「海が痩せた」こと、つまり栄養塩の過度な減少、いわば富栄養化の逆の「貧栄養化」に求める研究者も存在する。魚介類の餌となる動物プランクトンの下で基礎生産を担う藻類・植物プランクトンは窒素やリンが必要なためである。ただし反論として、漁獲量減少は乱獲が主な原因であるという意見もある。瀬戸内海への栄養塩の減少や貝漁獲量の減少の原因になっている干潟の減少は、ダムの建設やコンクリートによる河川の整備による栄養塩や土砂の瀬戸内海への流出の減少が原因であるとも指摘されている。
2015年10月2日に瀬戸内海環境保全特別措置法が改正され、同年2月に瀬戸内海環境保全基本計画が変更され、従来の瀬戸内海の「水質を保全」する考え方から「水質を保全・管理（地域性や季節性に合わせて水質を管理）」する考え方に改め、干潟や藻場の再生を行っていくなど瀬戸内海を取り巻く環境を整備することで生物多様性・文化的に「豊かな海（里海）」へすべく調査・研究・対策が行われることになった。
2018年、兵庫県は県環境審議会の小委員会では、窒素濃度の下限を設定する新基準案を提示。窒素濃度の低減を目指してきた行政の転換点となった。藤原建紀（京都大学名誉教授）は、（下限として提示される）窒素濃度0.2 mg/l以下はダイビングに適するほどの透明度。瀬戸内海では海藻だけでなく、アサリや小魚などにも影響が出ているとコメントしている。
兵庫県は2019年、日本水産資源保護協会の基準を参考に窒素とリンの下限を設定した条例改正を行ない、政府も瀬戸内海環境保全特別措置法の2021年改正で「きれいな海」から「豊かな海」へ政策目標を変更した。ただ、瀬戸内海へ流入する窒素やリンの量は陸域からの流入より太平洋との海水交換の影響が大きいとの見解もあるほか、赤潮の再発を懸念する地域もある。